# Liste der Vortragenden auf den Internationalen Mathematikerkongressen
Die Liste der Vortragenden auf den Internationalen Mathematikerkongressen führt eingeladene Sprecher (englisch Invited Speakers) und Plenarsprecher auf. Davon abgesehen gab es auch auf verschiedenen Kongressen die Möglichkeit, kürzere Beiträge einzureichen, sowie Satellitenkonferenzen.
Für die Plenarvorträge existiert außerdem die Liste der Plenarvorträge auf den Internationalen Mathematikerkongressen.

## 1897, Zürich
Jules Andrade,
Léon Autonne,
Émile Borel,
Nikolai Wassiljewitsch Bugajew,
Francesco Brioschi,
Hermann Brunn,
Cesare Burali-Forti,
Gustaf Eneström,
Federigo Enriques,
Gino Fano,
Zoel García de Galdeano,
Francesco Gerbaldi,
Paul Gordan,
Jacques Hadamard,
Adolf Hurwitz,
Felix Klein,
Charles-Jean de La Vallée Poussin,
Gino Loria,
Wilhelm Franz Meyer,
Giuseppe Peano,
Iwan Michejewitsch Perwuschin,
Émile Picard,
Salvatore Pincherle,
Henri Poincaré,
Gustav Rados,
Karl Gustav Reuschle,
Theodor Reye,
Ernst Schröder,
Nikolai Jegorowitsch Schukowski (Joukowsky),
Cyparissos Stéphanos (Prof. in Athen),
Ludwig Stickelberger,
Aurel Stodola,
Heinrich Weber,
Hieronymus Georg Zeuthen

## 1900, Paris
Federico Amodeo,
Léon Autonne,
Ivar Bendixson,
Jean Boccardi,
Émile Borel,
Moritz Cantor,
Alfredo Capelli,
Élie Cartan,
Maurice d’Ocagne,
Leonard E. Dickson,
Jules Drach,
Erik Ivar Fredholm,
Rikitaro Fujisawa,
Zoel García de Galdeano,
Ángel Gallardo,
Jacques Hadamard,
Harris Hancock,
David Hilbert,
Issaly,
Eugen Jahnke,
Victor Jamet,
Helge von Koch
Leu,
Edgar Odell Lovett,
Alexander Macfarlane,
Edmond Maillet,
Artemas Martin,
Charles Méray,
Magnus Gösta Mittag-Leffler,
Henri Padé,
Alessandro Padoa,
Raoul Perrin,
Henri Poincaré,
G. Sousloff (Suslow),
Irving Stringham,
Matwei Alexandrowitsch Tichomandrizki (M. Tikhomandritzky),
F. J. Vaes (Rotterdam),
Giuseppe Veronese,
Vito Volterra,

## 1904, Heidelberg
Jules Andrade (Besançon),
Léon Autonne,
Émile Borel,
Anton Börsch,
Pierre Boutroux,
Anton von Braunmühl,
Alexander von Brill,
Max Brückner,
Moritz Cantor,
Alfredo Capelli,
Samuel Dickstein,
Gustaf Eneström,
Henri Fehr,
Sebastian Finsterwalder,
Robert Fricke,
Robert William Genese,
Paul Gordan,
Alfred George Greenhill,
Claude Guichard,
August Gutzmer,
Jacques Hadamard,
David Hilbert,
Franc Hočevar,
Alfred Kempe,
Felix Klein,
Johannes Knoblauch,
Julius König,
Tullio Levi-Civita,
Reinhold von Lilienthal,
Alfred Loewy,
Gino Loria,
Francis Macaulay,
Wilhelm Franz Meyer,
Hermann Minkowski,
Magnus Gösta Mittag-Leffler,
Emil Müller,
Paul Painlevé,
Ludwig Prandtl,
Karl Rohn,
Georg Scheffers,
Ludwig Schlesinger,
Arthur Schoenflies,
Corrado Segre,
Maximilian Simon,
Arnold Sommerfeld,
Antonín Václav Šourek (Sofia),
Paul Stäckel,
Eduard Study,
Heinrich Suter,
Paul Tannery,
Hermann Thieme,
Giovanni Vailati,
Vito Volterra,
Georgi Feodosjewitsch Woronoi,
Heinrich Weber,
Julius Weingarten,
Ernest J. Wilczynski,
Anders Wiman,
Wilhelm Wirtinger,
Hieronymus Georg Zeuthen,
Konrad Zindler

## 1908, Rom
Max Abraham,
Federico Amodeo,
Friedrich Simon Archenhold,
Léon Autonne,
Giuseppe Bagnera,
Felix Bernstein,
Luigi Bianchi,
Tommaso Boggio,
Georg Bohlmann,
Émile Borel,
Pierre Boutroux,
Luitzen Egbertus Jan Brouwer,
Max Brückner,
George Hartley Bryan,
Silvio Canevazzi,
Alfredo Capelli,
Thomas Claxton Fidler,
Robert d’Adhémar,
Maurice d’Ocagne,
Gaston Darboux,
George Howard Darwin,
Miles Menander Dawson,
Michele De Franchis,
Leonard E. Dickson,
Friedrich Dingeldey,
Pierre Duhem,
William Palin Elderton,
Arnold Emch,
Federigo Enriques,
Howard Fehr,
Andrew Russell Forsyth,
Giovanni Frattini,
Erik Ivar Fredholm,
Guido Fubini,
Zoel García de Galdeano,
Antonio Garbasso,
Robert William Genese,
Corrado Gini,
Paul Gordan,
Alfred George Greenhill,
August Gutzmer,
Jacques Hadamard,
Fernando de Helguero,
Gerhard Hessenberg,
Gregorius Itelson,
Paul Koebe,
Guri Wassiljewitsch Kolossow
Traian Lalescu,
Horace Lamb,
Beppo Levi,
Tullio Levi-Civita,
Hendrik Antoon Lorentz,
Gino Loria,
Alexander Macfarlane,
Roberto Marcolongo,
Magnus Gösta Mittag-Leffler,
Domenico Montesano,
Eliakim Hastings Moore,
Simon Newcomb,
Max Noether,
Ernesto Pascal,
Mihailo Petrović,
Émile Picard,
Georg Pick,
Salvatore Pincherle,
Henri Poincaré,
John Henry Poynting,
Giuseppe Pucciano,
Albert Quiquet,
Gustav Rados,
Georgios Remoundos,
Frigyes Riesz,
Nikolai Nikolajewitsch Saltykow,
Ludwig Schlesinger,
Corrado Segre,
Francesco Severi,
Carlo Severini,
Maximilian Simon,
David Eugene Smith,
Carlo Somigliana,
Arnold Sommerfeld,
Carl Størmer,
Richard Suppantschitsch,
George F. Swain,
Orazio Tedone,
Gheorghe Țițeica,
Giovanni Vailati,
Vladimir Varićak,
Giuseppe Veronese,
Vito Volterra,
William Henry Young,
Stanisław Zaremba,
Ernst Zermelo,
Panagiotis Zervos,
Hieronymus Georg Zeuthen

## 1912, Cambridge
Max Abraham,
Luigi Amoroso,
Harry Bateman,
Hans Albrecht von Beckh-Widmanstetter,
Geoffrey Thomas Bennett,
Sergei Natanowitsch Bernstein,
Wilhelm Blaschke,
Otto Blumenthal,
Maxime Bôcher,
Enrico Bompiani,
Émile Borel,
Selig Brodetsky,
Thomas John I’Anson Bromwich,
Luitzen Egbertus Jan Brouwer,
Ernest William Brown,
Max Brückner,
George Edward St. Lawrence Carson,
John Dougall,
Jules Drach,
Walther von Dyck,
Francis Ysidro Edgeworth,
Luther P. Eisenhart,
Edwin Bailey Elliott,
Gustaf Eneström,
Federigo Enriques,
Paul Peter Ewald,
Howard Fehr,
John Charles Fields,
Ludwig Föppl,
Marcel Grossmann,
Jacques Hadamard,
Johann Georg Hagen,
Percy John Harding,
Godfrey Harold Hardy,
Nikolaos J. Hatzidakis,
Micaiah John Muller Hill,
Bohuslav Hostinský,
Hilda Phoebe Hudson,
Edward Vermilye Huntington,
Gregorius Itelson,
Zygmunt Janiszewski,
Philip Jourdain,
Theodore von Kármán,
Edward Kasner,
Helge von Koch,
Dénes Kőnig,
József Kürschák,
Horace Lamb,
Joseph Larmor,
Edmund Landau,
Henry Le Chatelier,
Robert Alfred Lehfeldt,
Armin Otto Leuschner,
John Edensor Littlewood,
Gino Loria,
Augustus Edward Hough Love,
Alexander Macfarlane,
Eliakim Hastings Moore,
Frank Morley,
Forest Ray Moulton,
Robert Franklin Muirhead,
Eric Harold Neville,
Thomas Percy Nunn,
Alessandro Padoa,
Giuseppe Peano,
William Peddie,
Johannes Hendrikus Peek,
Mihailo Petrović,
Albert Quiquet,
Georgios Remoundos,
Ferdinand Rudio,
Carl Runge,
Nikolai Nikolajewitsch Saltykow,
Ralph Allen Sampson,
Ludwig Schlesinger,
Pieter Schoute,
William Fleetwood Sheppard,
Ludwik Silberstein,
David Eugene Smith,
Marian Smoluchowski,
Carlo Somigliana,
Duncan Sommerville,
Johan Frederik Steffensen,
Robert Daublebsky von Sterneck der Jüngere,
Eduard Study,
Richard Suppantschitsch,
Esteban Terrades,
Joseph John Thomson,
Gheorghe Țițeica,
Herbert H. Turner,
Giovanni Enrico Eugenio Vacca,
Vito Volterra,
Roland Weitzenböck,
Alfred North Whitehead,
Edmund Taylor Whittaker,
Michael Marlow Umfreville Wilkinson,
Ernst Zermelo,
Panagiotis Zervos

## 1920, Straßburg
Johan Antony Barrau,
Pierre Boutroux,
Marcel Brillouin,
Henri Brocard,
Bohumil Bydžovský,
Élie Cartan,
Albert Châtelet,
Maurice d’Ocagne,
Arnaud Denjoy,
Jacques Deruyts,
Leonard E. Dickson,
Théophile de Donder,
Jules Drach,
Luther P. Eisenhart,
Rudolf Fueter,
Alfred George Greenhill,
Marcel Grossmann,
Jacques Hadamard,
Nikolaos J. Hatzidakis,
Bohuslav Hostinský,
Camille Jordan,
Gabriel Koenigs,
Charles-Jean de La Vallée Poussin,
Joseph Larmor,
Solomon Lefschetz,
Louis Maillard,
Niels Erik Nørlund,
Georgios Remoundos,
Julio Rey Pastor,
Dmitri Pawlowitsch Rjabuschinski (Dimitri Riabouchinsky),
Carl Størmer,
Simion Stoilow,
Teiji Takagi,
Georges Valiron,
Vito Volterra,
Joseph L. Walsh,
Rolin Wavre,
Norbert Wiener,
William Henry Young,
Stanisław Zaremba,
Panagiotis Zervos

## 1924, Toronto
Jules Andrade,
Robert W. Angus,
R. W. Bailey,
Johan Antony Barrau (Prof. in Groningen),
Eric Temple Bell,
Benjamin Abram Bernstein,
Vilhelm Bjerknes,
Gilbert Ames Bliss,
Tommy Bonnesen,
Ettore Bortolotti,
Arthur Lyon Bowley,
Louis Charles Breguet,
Lyman Briggs,
Léon Brillouin,
Ernest William Brown,
Bohumil Bydžovský,
Florian Cajori,
John Renshaw Carson,
Élie Cartan,
Jean Chazy,
Robert H. Coats,
Arthur Byron Coble,
Ernest George Coker,
Arthur William Conway,
Francisco Miranda da Costa Lobo,
Louise Duffield Cummings,
David Raymond Curtiss,
Haroutune Mugurditch Dadourian,
Alphonse Demoulin,
Leonard E. Dickson,
Jules Drach,
Herbert Bristol Dwight,
Arthur Stanley Eddington,
John Arndt Eiesland,
William Palin Elderton,
Alfred Errera,
Griffith C. Evans,
Henri Fehr,
John Charles Fields,
Ronald Aylmer Fisher,
Arthur Percy Morris Fleming,
Walter Burton Ford,
R. M. Foster,
Ralph Howard Fowler,
Maurice René Fréchet,
Thornton Carl Fry,
Guido Fubini,
Rudolf Fueter,
William Frederick Gerhardt,
Giuseppe Gianfranceschi,
Albert Henry Stewart Gillson,
Corrado Gini,
Giovanni Giorgi,
Oliver Edmunds Glenn,
James Waterman Glover,
Lucien Godeaux,
Alfred George Greenhill,
Bernard Parker Haigh,
Mellen Woodman Haskell,
Olive Hazlett,
Nicholas Hunter Heck,
Earle Raymond Hedrick,
Einar Hille,
G. W. O. Howe (Prof. für Elektrotechnik in Glasgow),
William Jackson Humphreys,
F. R. W. Hunt,
John Irwin Hutchinson,
Maurice Janet,
Charles Frewen Jenkin,
Willem Kapteyn,
Louis Charles Karpinski,
Cassius Keyser,
Gabriel Koenigs,
Alfred Korzybski,
Miloš Kössler,
Wladimir Alexandrowitsch Kostizyn,
Mychajlo Krawtschuk,
Nikolai Mitrofanowitsch Krylow,
Joseph Larmor,
Cristóbal de Losada y Puga,
Murdoch Campbell MacLean,
Percy Alexander MacMahon,
Lucien Marchis,
George Abram Miller,
Edward C. Molina,
Frank Morley,
Francis Murnaghan,
Forrest Hamilton Murray,
Øystein Ore,
Charles Parsons,
L. Gustave du Pasquier,
Giuseppe Peano,
Mihailo Petrović,
Lars Phragmén,
James Pierpont,
Salvatore Pincherle,
Michel Plancherel,
Henry Crozier Plummer,
Jean-Baptiste Pomey,
Gorakh Prasad,
C. V. Raman,
Andria Rasmadse,
Lowell J. Reed,
Giovanni Ricci,
Paul Reece Rider,
Henry Louis Rietz,
René Risser,
William Henry Roever,
James Harvey Rogers,
Thomas Reeve Rosebrugh,
Axel Frey Samsioe (Bauingenieur, Stockholm),
Clément Servais,
Francesco Severi,
Napier Shaw,
William Fleetwood Sheppard,
James Alexander Shohat,
Wacław Sierpiński,
Ludwik Silberstein,
Johan Frederik Steffensen,
Wladimir Andrejewitsch Steklow,
Carl Størmer,
Charles Thompson Sullivan,
William Francis Gray Swann,
John Lighton Synge,
Jakob Davidowitsch Tamarkin,
D’Arcy Wentworth Thompson,
Gheorghe Țițeica,
Leonida Tonelli,
James Victor Uspensky,
Henri Louis Vanderlinden,
Harry Vandiver,
John Alexander Low Waddell,
James Henry Weaver,
Albert Wurts Whitney,
Raymond Louis Wilder,
Thomas Russell Wilkins,
Walter Francis Willcox,
William Lloyd Garrison Williams,
Edwin Bidwell Wilson,
Hugh Herbert Wolfenden,
Julius Wolff,
Willem van der Woude,
William Henry Young,
George Udny Yule,
Stanisław Zaremba

## 1928, Bologna
Giacomo Albanese,
Luigi Amoroso,
Raymond Clare Archibald,
Emilio Artom,
Richard Baldus,
Stefan Banach,
Paul Jean Joseph Barbarin,
Nina Karlowna Bari,
Sergei Natanowitsch Bernstein,
Ludwig Berwald,
Cornelis B. Biezeno,
George David Birkhoff,
Juan Blaquier,
Wilhelm Blaschke,
André-Eugène Blondel,
Harald Bohr,
Enrico Bompiani,
Tommy Bonnesen,
Émile Borel,
Enea Bortolotti,
Ettore Bortolotti,
Farid Boulad Bey,
Marcel Brillouin,
Ugo Broggi,
Thomas John I’Anson Bromwich,
Max Brückner,
Adolphe Bühl,
Bohumil Bydžovský,
Angelina Cabras,
Renato Caccioppoli,
Francesco Cantelli,
Élie Cartan,
Guido Castelnuovo,
Eduard Čech,
Jean Chazy,
Leon Chwistek,
Stefan Cohn-Vossen,
Richard Courant,
Georges Darmois,
Paul Clément Delens,
Wilhelm Dobbernack,
Jules Drach,
Arnold Emch,
Federigo Enriques,
Gino Fano,
Luigi Fantappiè,
John Charles Fields,
Bruno de Finetti,
Ronald Aylmer Fisher,
Paul Flamant,
Maurice René Fréchet,
Adolf Abraham Halevi Fraenkel,
Guido Fubini,
Rudolf Fueter,
Harald Geppert,
Giuseppe Gianfranceschi,
Oliver Edmunds Glenn,
Lucien Godeaux,
Stanisław Gołąb,
Ferdinand Gonseth,
Aleksander Grużewski,
Emil Julius Gumbel,
Alfréd Haar,
Jacques Hadamard,
K. G. Hagström (Livforsäkringsbolaget, Stockholm),
Mellen Woodman Haskell,
Nikolaos J. Hatzidakis,
Olive Hazlett,
Poul Heegaard,
Heinrich Hencky,
David Hilbert,
Václav Hlavatý,
Bohuslav Hostinský,
William Hovgaard,
Christian Juel,
Gaston Maurice Julia,
Gustave Juvet,
Theodore von Kármán,
Stefan Kaczmarz,
Sōichi Kakeya,
Joseph Kampé de Fériet,
Jovan Karamata,
Louis Charles Karpinski,
Edward Kasner,
Béla Kerékjártó,
Bronisław Knaster,
Paul Koebe,
Guri Wassiljewitsch Kolossow,
Gottfried Köthe,
Mychajlo Krawtschuk,
Nikolai Mitrofanowitsch Krylow,
Joseph Larmor,
Michail Alexejewitsch Lawrentjew,
Franciszek Leja,
Josef Lennertz,
Tullio Levi-Civita,
Harry Levy,
Paul Lévy,
Hans Lewy,
Leon Lichtenstein,
Lasar Aronowitsch Ljusternik,
Gino Loria,
Jan Łukasiewicz,
Nikolai Nikolajewitsch Lusin,
Giorgina Madia,
Gian Antonio Maggi,
Szolem Mandelbrojt,
Roberto Marcolongo,
Arturo Maroni,
Pierre Massé,
Stefan Mazurkiewicz,
Albert Joseph McConnell,
Ernst Meissner,
Karl Menger,
Paul Mentré,
Augustin Mesnage,
Wilhelm Franz Meyer,
Louis Melville Milne-Thomson,
Edward Charles Molina,
Louis Mordell,
Francis Murnaghan,
Pekka Myrberg,
Trygve Nagell,
Pia Maria Nalli,
Otto Neugebauer,
Rolf Nevanlinna,
Jerzy Neyman,
Władysław Nikliborc,
Otton Marcin Nikodým,
Emmy Noether,
Niels Erik Nørlund,
Nikola Dimitrow Obreschkow,
Octav Onicescu,
Øystein Ore,
Alessandro Padoa,
L. Gustave du Pasquier,
Oskar Perron,
Mihailo Petrović,
George Adam Pfeiffer,
Mauro Picone,
Salvatore Pincherle,
Enrico Pistolesi,
Michel Plancherel,
George Arthur Plimpton,
George Pólya,
Kyrille Popoff,
Constantin C. Popovici,
Gorakh Prasad,
Albert Quiquet,
Hans Rademacher,
Tibor Radó,
George Rainich,
Kurt Reidemeister,
Julio Rey Pastor,
Frigyes Riesz,
René Risser,
Dmitri Pawlowitsch Rjabuschinski,
Wsewolod Iwanowitsch Romanowski (1879–1954),
Alfred Rosenblatt,
Alberto E. Sagastume Berra,
Stanisław Saks,
Giovanni Sansone,
Gerrit Schaake,
Jan Schouten,
Beniamino Segre,
Francesco Severi,
Wacław Sierpiński,
Charles Herschel Sisam,
Jewgeni Jewgenjewitsch Sluzki,
Virgil Snyder,
Carlo Somigliana,
Andreas Speiser,
Hugo Steinhaus,
Simion Stoilow,
Ellis Bagley Stouffer,
Otto Szász,
Ralph Tambs Lyche,
Alfred Tarski,
Gerhard Thomsen,
Georges César Tiercy,
Leonida Tonelli,
Antonio Torroja Miret,
Francesco Tricomi,
Herbert Westren Turnbull,
Stepan Tymoschenko,
R. Vaidyanathaswamy,
Georges Valiron,
Henri Louis Vanderlinden,
Vladimir Varićak,
Oswald Veblen,
Quido Vetter,
T. Vijayaraghavan,
Giuseppe Vitali,
Otto Volk,
Vito Volterra,
Jacob Evert de Vos van Steenwijk,
Gheorghe Vrânceanu,
Alwin Walther,
Gleb Wataghin,
Rolin Wavre,
Alexander Weinstein,
Hermann Weyl,
Edmund Taylor Whittaker,
Sven Dag Wicksell,
Dorothy Wrinch,
William Henry Young,
Oscar Zariski,
Panagiotis Zervos,
Zhou Peiyuan (P'ei-Yuan Chou),
Ziauddin Ahmad,
Rihard Zupančič,
Antoni Zygmund,
Eustachy I. Żyliński

## 1932, Zürich
Clarence Raymond Adams,
Lars Valerian Ahlfors,
James Alexander,
Luigi Amoroso,
Radu Badesco (Cluj),
Maurits Joost Belinfante,
Stefan Bergman,
Paul Bernays,
Sergei Natanowitsch Bernstein,
Ludwig Berwald,
Ludwig Bieberbach,
Mieczysław Biernacki,
Antoine Bilimovitch,
Karl Bögel,
Harald Bohr,
Karol Borsuk,
Farid Boulad Bey,
Heinrich Brandt,
Adolphe Bühl,
Giacomo Candido,
Constantin Carathéodory,
Torsten Carleman,
Sauveur Carrus,
Élie Cartan,
Henri Cartan,
Mary Cartwright,
Wilhelm Cauer,
Eduard Čech,
Lamberto Cesari,
Silvio Cinquini,
James Andrew Clarkson,
Arthur William Conway,
Francisco Miranda da Costa Lobo,
Elizabeth Buchanan Cowley,
Hubert Cremer,
Louise Duffield Cummings,
Robert d’Adhémar,
David van Dantzig,
Adolfo Del Chiaro,
Paul Delens,
Jean Delsarte,
Basile Demtchenko (Paris),
L. des Lauriers (Belgien) (Michel Guérard des Lauriers ?),
Max Deuring,
Jacques Devisme,
Lloyd Lyne Dines,
Gustav Doetsch,
Jules Drach,
Paul Drumaux,
Samuel Dumas,
Karel Dusl,
Alfred Errera,
Luigi Fantappiè,
Howard Fehr,
Bruno Finzi,
Jonas Ekman Fjeldstad,
Alfred Leon Foster,
Adolf Abraham Halevi Fraenkel,
Rudolf Fueter,
Godofredo Garcia,
Harald Geppert,
Giovanni Giambelli,
Giovanni Giorgi,
Oliver Edmunds Glenn,
Lucien Godeaux,
Stanisław Gołąb,
Ferdinand Gonseth,
Nikolai Maximowitsch Günter
Alf Victor Emanuel Guldberg,
Max Gut,
Jacques Hadamard,
Hans Hamburger,
Georg Hamel,
Godfrey Harold Hardy,
Helmut Hasse,
Nikolaos J. Hatzidakis,
Arend Heyting,
Einar Hille,
Nikolaus Hofreiter,
Temple Rice Hollcroft,
Heinz Hopf,
Hans Hornich,
Gustav Hössjer,
Bohuslav Hostinský,
Witold Hurewicz,
Filadelfo Insolera,
Maurice Janet,
Wenceslas S. Jardetzky,
Vojtěch Jarník,
Børge Jessen,
Ingebrigt Johansson,
Gaston Maurice Julia,
Gustave Juvet,
László Kalmár,
Joseph Kampé de Fériet,
Jovan Karamata,
Edward Kasner,
Boris Kaufmann,
Alfred Kienast,
Ludwig Kiepert,
Bronisław Knaster,
Ervand Kogbetliantz,
Ernst Kolman,
Arthur Korn,
Gottfried Köthe,
Kourensky (Kiew),
Mychajlo Krawtschuk,
Wolfgang Krull,
Nikolai Mitrofanowitsch Krylow,
Kazimierz Kuratowski,
L. Labocetta,
Jean-Marie Le Roux,
Franciszek Leja,
Josef Lense,
Paul Lévy,
Edward Hubert Linfoot,
John Edensor Littlewood,
Gino Loria,
A. Marchand (Marseille),
Kurt Mahler,
Wilhelm Erwin Otto Maier,
Lucien Malavard,
Szolem Mandelbrojt,
Karl Menger,
Paul Mentré,
Henri Milloux,
Louis Melville Milne-Thomson,
Silvio Minetti,
Richard von Mises,
Edward Charles Molina,
Charles Napoleon Moore,
Louis Mordell,
Harold Calvin Marston Morse,
Christian Moser,
Ali Moustafa Mosharafa,
Otto Mühlendyck,
Wilhelm Müller,
Chaim Müntz,
Trygve Nagell,
Rolf Nevanlinna,
Eric Harold Neville,
Miron Nicolesco,
Emmy Noether,
Øystein Ore,
Raymond Paley,
L. Gustave du Pasquier,
Wolfgang Pauli,
Hans Petersson,
Mihailo Petrović,
George Adam Pfeiffer,
Sophie Piccard,
Mauro Picone,
Rózsa Politzer,
Hilda Geiringer,
Lew Semjonowitsch Pontrjagin,
Kyrille Popoff,
Rodolphe Nicolas Raclis,
George Rainich,
Franz Rellich,
Arnold Reymond,
Georges de Rham,
Carlo Luigi Ricci,
Giovanni Ricci,
Paul Riebesell,
Frigyes Riesz,
René Risser,
Dmitri Pawlowitsch Rjabuschinski,
Wsewolod Iwanowitsch Romanowski,
Alfred Rosenblatt,
Edgar Bonsak Schieldrop,
Hermann Schlichting,
Jan Schouten,
Günther Schulz,
Herbert Seifert,
Petre Sergescu,
Francesco Severi,
Wacław Sierpiński,
David Eugene Smith,
J. J. Smith (Schenectady),
Virgil Snyder,
Andreas Speiser,
Julius Stenzel,
Wolfgang Sternberg,
Carl Størmer,
Ellis Bagley Stouffer,
Paolo Straneo,
Karl Strubecker,
John Lighton Synge,
Jakob Davidowitsch Tamarkin,
Gerhard Thomsen,
William Threlfall,
Georges Tiercy,
Gheorghe Țițeica,
Leonida Tonelli,
Angelo Tonolo,
Francesco Tricomi,
Ljubomir Tschakalow (Tschakaloff),
Nikolai Grigorjewitsch Tschebotarjow,
Stanisław Marcin Ulam,
Egon Ullrich,
Georges Valiron,
Quido Vetter,
Paul Félix Vincensini,
Tullio Viola,
Enrico Volterra,
Gheorghe Vrânceanu,
George Neville Watson,
Rolin Wavre,
Ernst August Weiss,
Rudolf Weyrich,
John Henry Constantine Whitehead,
Norbert Wiener,
Witold Wilkosz,
C. E. Winn,
Julius Wolff (Utrecht),
Dorothy Wrinch,
Alexander Wundheiler,
Stanisław Zaremba,
Antoni Zygmund

## 1936, Oslo
Leifur Asgeirsson,
Lars Valerian Ahlfors,
Franz Alt,
Raymond Clare Archibald,
Stefan Banach,
Dan Barbilian,
Isaac Albert Barnett,
Harry Bateman,
Heinrich Behnke,
Harald Bergström,
George David Birkhoff,
Garrett Birkhoff,
Vilhelm Bjerknes,
Wilhelm Blaschke,
Carl Böhm,
Émile Borel,
Karol Borsuk,
Farid Boulad Bey,
Arthur Lyon Bowley,
Marcel Brelot,
Hendrik Bremekamp,
Viggo Brun,
Élie Cartan,
Mary Cartwright,
Arthur William Conway,
Arthur Herbert Copeland,
Johannes van der Corput,
Richard Courant,
Harald Cramér,
David van Dantzig,
Jules Drach,
Paul Drumaux,
Karel Dusl,
Samuel Eilenberg,
Paul Erdős,
Alfred Errera,
Robert Arthur Fairthorne,
Willy Feller,
Werner Fenchel,
Paul Flamant,
Maurice René Fréchet,
Hans Freudenthal,
Ragnar Anton Kittil Frisch,
Otto Frostman,
Rudolf Fueter,
Fujiwara Matsusaburō,
Solomon Gandz,
Harald Geppert,
Joseph E. Gillis,
Wallace Givens,
Lucien Godeaux,
Stanisław Gołąb,
Rolf Harald Gran Olsson,
Emil Julius Gumbel,
Max Gut,
Johannes Haantjes,
Gerhard Haenzel,
Georg Hamel,
Douglas Hartree,
Helmut Hasse,
Erich Hecke,
Poul Heegaard,
Kurt Hirsch,
Václav Hlavatý,
Nikolaus Hofreiter,
Witold Hurewicz,
Maurice Janet,
Vojtěch Jarník,
Arvo Nestori Junnila,
Stefan Kaczmarz,
Jovan Karamata,
Boris Kaufmann,
Béla Kerékjártó,
Ervand Kogbetliantz,
Vladimir Kořínek,
Gottfried Köthe,
Maurice Kraitchik,
Franciszek Leja,
Georges Lemaître,
Théophile Lepage,
Arthur Linder,
Louis Locher,
Salomon Lubelski,
Eugene Lukacs,
Albert Métral,
Kurt Mahler,
Szolem Mandelbrojt,
Frédéric Marty,
Karl Mayr (1884–1940, Prof. in Graz),
Stanisław Mazur,
William McCrea,
Edward James McShane,
Birger Meidell,
Clifford William Mendel,
Karl Menger,
Emile Merlin,
Henri Milloux,
Edward Arthur Milne,
Edward Charles Molina,
Louis Mordell,
Robert Edouard Moritz,
Frank Morley,
Harold Calvin Marston Morse,
Theodore Motzkin,
Hugh P. Mulholland,
Trygve Nagell,
Paul Neményi,
Otto Neugebauer,
Bernhard Neumann,
Max Newman,
Jakob Nielsen,
Fritz Noether,
Evert Johannes Nyström,
Nikola Dimitrow Obreschkow,
Albert Cyril Offord,
Rufus Oldenburger,
Octav Oniecescu,
Øystein Ore,
Władysław Orlicz,
Carl Wilhelm Oseen,
Veikko Paatero,
Fred William Perkins Jr.,
Ernst Peschl,
Rózsa Péter,
Sophie Piccard,
George Pólya,
Lew Semjonowitsch Pontrjagin,
Maurice Potron,
Hans Leo Przibram,
Rodolphe Raclis,
Richard Rado,
Eric Reissner,
Anton Rella,
Paul Reece Rider,
Paul Riebesell,
Marcel Riesz,
Harold Stanley Ruse,
Ricardo San Juan,
Juliusz Schauder,
Jan Schouten,
Henrik Selberg,
Raziuddin Siddiqi,
Carl Ludwig Siegel,
Wacław Sierpiński,
Avadhesh Narayan Singh,
Albert Thoralf Skolem,
Virgil Snyder,
Andreas Speiser,
Otto Spiess,
Wolfgang Sternberg,
Simion Stoilow,
Marshall Harvey Stone,
Carl Størmer,
John Lighton Synge,
Edward Szpilrajn,
Sven Magnus Täcklind,
Ralph Tambs-Lyche,
Olga Taussky-Todd,
Gheorghe Țițeica,
John Todd,
Charles Chapman Torrance,
Egon Ullrich,
Victor Vâlcovici,
Manuel Sandoval Vallarta,
Oswald Veblen,
Kurt Vogel,
Buzz M. Walker,
Rolin Wavre,
Tadeusz Ważewski,
Alexander Weinstein,
Hermann Weyl,
John Henry Constantine Whitehead,
David Widder,
Norbert Wiener,
Herman Wold,
Laurence Chisholm Young,
Kazimierz Zarankiewicz

## 1950, Cambridge/Massachusetts
Abraham Adrian Albert,
Stefan Bergman,
Arne Beurling,
Salomon Bochner,
Harald Bohr,
Raj Chandra Bose,
Henri Cartan,
Shiing-Shen Chern,
Charles Galton Darwin,
Harold Davenport,
Kurt Gödel,
William Vallance Douglas Hodge,
Heinz Hopf,
Witold Hurewicz
Shizuo Kakutani,
Stephen Cole Kleene,
Hendrik Kloosterman,
Paul Lévy,
Hans Lewy,
Kurt Mahler,
Szolem Mandelbrojt,
Harold Calvin Marston Morse,
George Pólya,
Hans Rademacher,
Franz Rellich,
Joseph Ritt,
Abraham Robinson,
Adolphe Rome,
Samarendra Nath Roy,
Luis Santaló,
Laurent Schwartz,
Beniamino Segre,
Atle Selberg,
Albert Thoralf Skolem,
Alfred Tarski,
John von Neumann,
Abraham Wald,
André Weil,
Hassler Whitney,
Norbert Wiener,
Raymond Louis Wilder,
Oscar Zariski

## 1954, Amsterdam
Pawel Sergejewitsch Alexandrow,
Heinrich Behnke,
David Blackwell,
Karol Borsuk,
Richard Brauer,
Florent Bureau,
Mary Cartwright,
Lamberto Cesari,
K. Chandrasekharan,
Lothar Collatz,
Harold Scott MacDonald Coxeter,
David van Dantzig,
Harold Davenport,
Jean Dieudonné,
Joseph L. Doob,
Beno Eckmann,
Arthur Erdélyi,
Paul Erdős,
Gaetano Fichera,
Robert Fortet,
Hans Freudenthal,
Israel Moissejewitsch Gelfand,
Sydney Goldstein,
Harish-Chandra,
Walter Hayman,
Magnus Hestenes,
Einar Hille,
Edmund Hlawka,
Nathan Jacobson,
Børge Jessen,
Joseph Kampé de Fériet,
Kunihiko Kodaira,
Andrei Nikolajewitsch Kolmogorow,
Đuro Kurepa,
André Lichnerowicz,
Paul Lorenzen,
Deane Montgomery,
Andrzej Mostowski,
Pekka Myrberg,
André Néron,
John von Neumann,
Jerzy Neyman,
Sergei Michailowitsch Nikolski,
Douglas Northcott,
Christian Yvon Pauc,
Franz Rellich,
John Barkley Rosser,
Beniamino Segre,
Jean-Pierre Serre,
Eduard Stiefel,
James J. Stoker,
Alfred Tarski,
Edward Charles Titchmarsh,
Tadeusz Ważewski,
André Weil,
Alexander Weinstein,
Kentaro Yano,
Kōsaku Yosida,
Antoni Zygmund

## 1958, Edinburgh
Alexander Danilowitsch Alexandrow,
Wladimir Igorewitsch Arnold,
Lipman Bers,
Evert Willem Beth,
Nikolai Nikolajewitsch Bogoljubow,
Raoul Bott,
Henri Cartan,
Shiing-Shen Chern,
Claude Chevalley,
Kai Lai Chung,
Max Deuring,
Samuel Eilenberg,
William Feller,
Lars Gårding,
Boris Wladimirowitsch Gnedenko,
Hans Grauert,
Alexander Grothendieck,
Maurice Haskell Heins,
Graham Higman,
Friedrich Hirzebruch,
Joseph Ehrenfried Hofmann,
Stephen Cole Kleene,
Antoni Kosinski,
Georg Kreisel,
Đuro Kurepa,
Cornelius Lanczos,
Derrick Henry Lehmer,
Juri Wladimirowitsch Linnik,
Jacques-Louis Lions,
Andrei Andrejewitsch Markow,
Teruhisa Matsusaka,
John Willard Milnor,
Subbaramiah Minakshisundaram,
John Coleman Moore,
Masayoshi Nagata,
Albert Nijenhuis,
Christos Papakyriakopoulos,
Lew Semjonowitsch Pontrjagin,
Alfréd Rényi,
Peter Roquette,
Klaus Friedrich Roth,
Heinz Rutishauser,
Pierre Samuel,
Leonard J. Savage,
Menahem Max Schiffer,
Beniamino Segre,
Gorō Shimura,
Norman Steenrod,
Béla Szőkefalvi-Nagy,
George Temple,
René Thom,
George Eugene Uhlenbeck,
Hsien Chung Wang,
Adriaan van Wijngaarden,
Wassili Sergejewitsch Wladimirow,
Helmut Wielandt

## 1962, Stockholm
John Frank Adams,
Schmuel Agmon,
Aldo Andreotti,
Michael Francis Atiyah,
Maurice Auslander,
Walter Baily,
Marcel Berger,
R. H. Bing,
Armand Borel,
Lennart Carleson,
John Cassels,
Gustave Choquet,
Alonzo Church,
Paul Cohen,
Albrecht Dold,
Bernard Dwork,
Eugene Dynkin,
Beno Eckmann,
Leon Ehrenpreis,
Edwin E. Floyd,
Tudor Ganea,
Israel Moissejewitsch Gelfand,
Harold Grad,
Hans Grauert,
Peter Henrici,
Heisuke Hironaka,
Lars Hörmander,
Gilbert Agnew Hunt,
Jun-Ichi Igusa,
Kiyoshi Ito,
James Allister Jenkins,
Jean-Pierre Kahane,
Miroslav Katětov,
Michel Kervaire,
Martin Kneser,
Andrei Nikolajewitsch Kolmogorow,
Alexei Iwanowitsch Kostrikin,
Masatake Kuranishi,
Jean Leray,
Juri Wladimirowitsch Linnik,
Paul Malliavin,
John Willard Milnor,
Jürgen Moser,
David Bryant Mumford,
Leopoldo Nachbin,
R. Narasimhan,
Max Newman,
Louis Nirenberg,
Pjotr Sergejewitsch Nowikow,
Ilja Pjatetskij-Shapiro,
Andrzej Pliś,
Valentin Poénaru,
Igor Rostislawowitsch Schafarewitsch,
Georgi Jewgenjewitsch Schilow,
Dana Scott,
Atle Selberg,
Jean-Pierre Serre,
Jakow Grigorjewitsch Sinai,
Stephen Smale,
John Stallings,
Guido Stampacchia,
Elias Stein,
Michio Suzuki,
Béla Szőkefalvi-Nagy,
John T. Tate,
John Griggs Thompson,
Jacques Tits,
John Wermer,
George W. Whitehead,
Arthur Wightman

## 1966, Moskau
Shreeram Abhyankar,
John Frank Adams,
Mark Aronowitsch Aiserman (Aizerman),
Dmitri Wiktorowitsch Anossow (Anosov),
Wladimir Igorewitsch Arnold,
Michael Artin,
Michael Francis Atiyah,
Hyman Bass,
Richard Bellman,
Bryan Birch,
Errett Bishop,
Alexander Alexejewitsch Borowkow,
William Browder,
Alberto Calderón,
Lennart Carleson,
Jean Cerf,
Paul Cohen,
Jacques Dixmier,
Adrien Douady,
Peter Elias,
Paul Garabedian,
Frederick Gehring,
Ennio De Giorgi,
Wiktor Michailowitsch Gluschkow,
Jewgeni Solomonowitsch Golod,
Andrei Alexandrowitsch Gontschar
Mark Iossifowitsch Grajew,
Hans Grauert,
Ulf Grenander,
André Haefliger,
Jack K. Hale,
Harish-Chandra,
Morris Hirsch,
Ildar Abdulowitsch Ibragimow,
Nikolai Wladimirowitsch Jefimow (Efimov),
Juri Leonidowitsch Jerschow (Ershov),
Fritz John,
Adolf Pawlowitsch Juschkewitsch,
Alexander Alexandrowitsch Kirillow
Wilhelm Klingenberg,
Joseph Kohn,
Ellis Kolchin,
Mark Grigorjewitsch Krein,
Olga Alexandrowna Ladyschenskaja,
Peter Lax,
Olli Lehto,
Bernard Malgrange,
Anatoli Iwanowitsch Malzew
Yuri Manin,
Guri Iwanowitsch Martschuk,
Louis Michel,
Boris Samuilowitsch Mitjagin,
Nikita Nikolajewitsch Moissejew (Moiseyev),
André Néron,
Sergei Petrowitsch Nowikow,
Takashi Ono,
Wiktor Pawlowitsch Palamodow,
Georges Papy,
Aleksander Pełczyński
Ilja Pjatetskij-Shapiro,
Wladimir Iwanowitsch Ponomarjow (Ponomarev),
Alexei Georgijewitsch Postnikow
Reinhold Remmert,
Hugo Rossi,
Andrei Borissowitsch Schidlowski (Sidlovskii)
Johann Schröder,
Kurt Schütte,
Irving Segal,
Gorō Shimura,
Stephen Smale,
Sergei Lwowitsch Sobolew,
Charles Stein,
Robert Steinberg,
Volker Strassen,
John Trevor Stuart,
John Griggs Thompson,
Andrei Nikolajewitsch Tichonow,
Wiktor Andrejewitsch Toponogow,
Kazimierz Urbanik,
Robert Vaught,
Edoardo Vesentini,
Mark Vishik,
C. T. C. Wall,
James H. Wilkinson,
Iwan Matwejewitsch Winogradow,
Anatoli Georgijewitsch Wituschkin,
Lotfi Zadeh,
Erik Christopher Zeeman
Grigori Samuilowitsch Zeitin (Tseytin),

## 1970, Nizza
Sergei Iwanowitsch Adjan,
Schmuel Agmon,
Wladimir Michailowitsch Alexejew,
Frederick Almgren,
Shimshon Amitsur,
Donald Werner Anderson,
Richard Davis Anderson,
Michel André,
Aldo Andreotti,
Anatoli Nikolajewitsch Andrianow,
N. U. Arakelyan,
Huzihiro Araki,
Alexander Arhangelskij,
Michael Artin,
Michael Francis Atiyah,
James Ax,
N. S. Bachvalov,
Alan Baker,
A. V. Balakrishnan,
Michael Barr,
Oleg Wladimirowitsch Bessow,
A. V. Bitsadze,
Login Nikolajewitsch Bolschew,
Jean-Michel Bony,
Raoul Bott,
Louis Boutet de Monvel,
Richard Brauer,
Egbert Brieskorn,
Felix Browder,
William Browder,
François Bruhat,
Nicolaas Govert de Bruijn
Donald Burkholder,
George F. Carrier,
Pierre Cartier,
John Cassels,
Alexei Wiktorowitsch Tschernawski,
Lamberto Cesari,
Rafael Van Severen Chacon,
Shiing-Shen Chern,
Yvonne Choquet-Bruhat,
Kai Lai Chung,
Paul Cohn,
Charles C. Conley,
John Horton Conway,
Iwan Iljitsch Daniljuk,
Pierre Deligne,
Jim Douglas Jr.,
Georges Duvaut,
Aryeh Dvoretzky,
Eugene Dynkin,
David Gregory Ebin,
David Albert Edwards,
James Eells,
Jürgen Ehlers,
Samuel Eilenberg,
David Elworthy,
Paul Erdős,
Ludwig Dmitrijewitsch Faddejew,
F. Thomas Farrell,
Solomon Feferman,
Walter Feit,
James Michael Gardner Fell,
Gaetano Fichera,
Robert Finn,
Wendell Fleming,
Ciprian Foias,
Frank Forelli,
Otto Forster,
Bent Fuglede,
Hillel Fürstenberg,
Rewas Gamqrelidse,
Paul Garabedian & David G. Korn,
Lars Gårding,
Israel Moissejewitsch Gelfand,
Robert Geroch,
Ronald Getoor,
Jean Giraud,
George Glauberman,
Andrew Gleason,
James Glimm,
S. K. Goudounov,
Daniel Gorenstein,
Harold Grad,
H. Brian Griffiths,
Phillip Griffiths,
Pierre Grisvard,
Detlef Gromoll,
Michail Leonidowitsch Gromow,
Alexander Grothendieck,
Wiktor Wassiljewitsch Gruschin (Grushin),
Victor Guillemin,
Jean-Pierre Guiraud,
Robert Gunning,
Marshall Hall,
Lars Hörmander,
Günter Harder,
Walter Hayman,
Sigurður Helgason,
Henry Helson,
Donald G. Higman,
Peter Hilton,
Heisuke Hironaka,
Wu-Chung Hsiang,
Richard Allen Hunt,
Nikolai N. Janenko,
Yasutaka Ihara,
Kenkichi Iwasawa,
Zvonimir Janko,
Juri Wladimirowitsch Jegorow (Iu. V. Egorov),
Juri Leonidowitsch Jerschow (Ershov),
Richard Kadison,
Max Karoubi,
Tosio Kato,
Nicholas Katz,
Howard Jerome Keisler,
Harry Kesten,
G. L. Charatischwili (Kharatishvili),
Reinhardt Kiehl,
Jack Kiefer,
Robion Kirby,
Steven Kleiman,
Donald E. Knuth,
Shōshichi Kobayashi,
Max Koecher,
Warner T. Koiter,
Bertram Kostant,
Alexei Iwanowitsch Kostrikin,
Nikolai Nikolajewitsch Krassowski (N. N. Krasovskii),
Zofia Krygowska,
Tomio Kubota,
Nicolaas Kuiper,
Andrei Gennadijewitsch Kulikowski,
Masatake Kuranishi,
Shige Toshi Kuroda,
Robert Langlands,
Richard Lashof,
S. S. Lawrow,
William Lawvere,
Peter Lax,
Jerome Paul Levine,
Boris Moissejewitsch Lewitan,
André Lichnerowicz,
Joram Lindenstrauss,
Juri Wladimirowitsch Linnik,
Jacques-Louis Lions,
Stanisław Łojasiewicz,
Santiago López de Medrano,
Ian Macdonald,
George Mackey,
Yuri Manin,
Guri Iwanowitsch Martschuk,
Jerrold Marsden,
André Martineau,
Juri Wladimirowitsch Matijassewitsch,
Yves Meyer,
W. M. Millionschtschikow (Millionščikov),
Mario Miranda,
Boris Moishezon (Moischeson),
Gabriel Mokobodzki,
Paul Monsky,
John Coleman Moore,
Charles Morrey,
George Mostow,
David Bryant Mumford,
M. S. Narasimhan,
Bernhard Neumann,
Mark Neumark (Naimark),
Lucien Neustadt,
Sergei Petrowitsch Nowikow,
Czesław Olech,
Olga Arsenjewna Oleinik,
Donald Samuel Ornstein,
Lew Wassiljewitsch Owsjannikow (L. V. Ovsiannikov),
Richard Palais,
Alexei Nikolajewitsch Parschin,
William Parry,
Jaak Peetre,
Franklin Paul Peterson,
Albrecht Pfister,
Frédéric Pham,
Ralph Phillips,
Alexei Wassiljewitsch Pogorelow,
Henry O. Pollak,
Lew Semjonowitsch Pontrjagin,
Charles C. Pugh,
Lajos Pukánszky,
Daniel Gray Quillen,
Michael O. Rabin,
M. S. Raghunathan,
Dijen Kumar Ray-Chaudhuri
Michel Raynaud,
Tullio Regge,
Daniel Rider,
Abraham Robinson,
Helmut Röhrl,
Maurice Roseau,
Gian-Carlo Rota,
Colin Rourke,
Walter Rudin,
David Ruelle,
Herbert Ryser,
Gerald E. Sacks,
Mikio Satō,
Wjatscheslaw Wassiljewitsch Sasonow (V. V. Sazonov),
Igor Rostislawowitsch Schafarewitsch,
Andrzej Schinzel,
Albert Nikolajewitsch Schirjajew (Shiryaev),
Wolfgang Schmidt,
Marcel Schützenberger,
Robert T. Seeley,
Graeme Segal,
Irving Segal,
James Serrin,
C. S. Seshadri,
Gorō Shimura,
Laurent Siebenmann,
Jakow Grigorjewitsch Sinai,
Maurice Sion,
Sergei Lwowitsch Sobolew,
Donald Spencer,
Wladimir Gennadjewitsch Sprindschuk,
John Stallings,
Guido Stampacchia,
Harold Stark,
Elias Stein,
Anatoli Michailowitsch Stepin,
Dennis Sullivan,
Michio Suzuki,
Richard Swan,
Béla Szőkefalvi-Nagy,
Masamichi Takesaki,
John T. Tate,
Roger Temam,
René Thom,
Vidar Thomée,
John Griggs Thompson,
Jacques Tits,
Jean-Claude Tougeron,
François Treves,
Nikolai Grigorjewitsch Tschudakow (Chudakov),
Pál Turán,
Pjotr Lawrentjewitsch Uljanow,
Nina Nikolajewna Uralzewa,
Nicolas Varopoulos,
Petr Vopěnka,
Bartel Leendert van der Waerden,
C. T. C. Wall,
Robert Fones Williams,
Shmuel Winograd,
Wassili Sergejewitsch Wladimirow,
Jacob Wolfowitz,
Zvonimir Janko

## 1974, Vancouver
Norbert A’Campo,
William K. Allard,
Ruben Ambarzumjan,
Dmitri Wiktorowitsch Anossow (Anosov),
Suren Jurjewitsch Arakelow,
Wladimir Igorewitsch Arnold,
Claudio Baiocchi,
Salah Baouendi,
Wolf Barth,
Jon Barwise,
Jakow Michailowitsch Barsdin,
Hyman Bass,
Heinz Bauer,
Alain Bensoussan,
George M. Bergman,
Michail Schlemowitsch Birman (Mikhail Shlemovich Birman),
Enrico Bombieri,
Armand Borel,
Rufus Bowen,
James Henry Bramble,
Haïm Brezis,
Wiktor Matwejewitsch Buchstaber,
Thomas Ashland Chapman,
Jeff Cheeger,
Elliott Ward Cheney,
Zbigniew Ciesielski,
Herbert Clemens,
Alfred Clifford,
Jean-Michel Combes,
Alain Connes,
Michael Crandall,
Gérard Debreu,
Pierre Deligne,
Wladimir F. Demjanow,
Roland Lwowitsch Dobruschin,
Richard Mansfield Dudley,
George Duff,
Michel Duflo,
Johannes Jisse Duistermaat,
Eugene Dynkin,
Mchitar Dschrbaschjan,
David Eisenbud,
Per Enflo,
Jacques Faraut,
Charles Fefferman,
Wladimir Wassiljewitsch Filippow (V. V. Filippov),
William J. Firey,
Anatoli Timofejewitsch Fomenko,
Albrecht Fröhlich,
Eberhard Freitag,
Avner Friedman,
Harvey Friedman,
Howard Garland,
Frederick Gehring,
Stephen M. Gersten,
James Glimm,
Boris Wladimirowitsch Gnedenko,
András Hajnal,
Thomas W. Hawkins,
Henry Hermes,
Horst Herrlich,
Alan J. Hoffman,
Christopher Hooley,
Roger Howe,
Wu-Yi Hsiang,
Peter J. Huber,
Masahisa Inoue,
Hervé Jacquet,
Bjarni Jónsson,
Anatoli Alexejewitsch Karazuba,
David Kazhdan,
David Kinderlehrer,
Victor Klee,
Daniel Kleitman,
Anthony W. Knapp,
N. P. Korneitschuk,
Heinz-Otto Kreiss,
Wolfgang Krieger,
Harold J. Kushner,
Oscar Lanford,
H. Blaine Lawson,
Jacqueline Lelong-Ferrand,
A. F. Leontjew,
Elliott Lieb,
Rolf Lindner,
Jacques-Louis Lions,
George Lusztig,
Grigori Alexandrowitsch Margulis,
Lawrence Markus,
André Martin,
Bernard Maskit,
Wiktor Danilowitsch Masurow (Masurov),
John Mather,
Geoffrey Matthews,
Bernard Maurey,
Barry Mazur,
Kevin McCrimmon,
Peter McMullen,
Albert R. Meyer,
R. James Milgram,
Eric Milner,
Hugh Montgomery,
Patrick Alfred Pierce Moran,
Yiannis N. Moschovakis,
Nikolai Nikolajewitsch Nechoroschew,
Edward Nelson,
Jacques Neveu,
Louis Nirenberg,
Mike Paterson,
Vijay Kumar Patodi,
Mauricio Peixoto,
Ted Petrie,
Wladimir Petrowitsch Platonow,
Daniel Gray Quillen,
Richard Rado,
C. R. Rao,
John Ringrose,
Claude Rogers,
Halsey Royden,
Mary Ellen Rudin,
Sergei Sergejewitsch Ryschkow (Ryshkov),
Wladimir Jewgenjewitsch Sacharow (Zakharov),
Alexander Andrejewitsch Samarski,
Winfried Scharlau,
Dmitri Petrowitsch Schelobenko (Zhelobenko)
Wolfgang Schmidt,
Paul A. Schweitzer,
Saharon Shelah,
Jack Silver,
Barry Simon,
Isadore M. Singer,
Andrei Alexejewitsch Slawnow,
Frank Spitzer,
Alexei Georgijewitsch Sweschnikow,
Vytautas Statulevičius,
Sergei Alexandrowitsch Stepanow,
Hans Jörg Stetter,
Erling Størmer,
Gilbert Strang,
Volker Strassen,
Kurt Strebel,
Andrei Ismailowitsch Subbotin,
Dennis Sullivan,
Moss Sweedler,
Endre Szemerédi,
Joseph L. Taylor,
William Thurston,
Jacques Tits,
Clifford Truesdell,
John W. Tukey,
V. S. Varadarajan,
Mark Vishik,
Walentin Jewgenjewitsch Woskressenski,
Bertram Walsh,
John Walsh,
Alexander Nikolajewitsch Wartschenko (Varchenko),
Benjamin Weiss,
Anatoli Moissejewitsch Werschik,
James H. Wilkinson,
Anatoli Georgijewitsch Wituschkin,
Philip Wolfe,
C. E. Mike Yates,
Erik Christopher Zeeman,

## 1978, Helsinki
Lars Valerian Ahlfors,
Frederick Almgren,
Huzihiro Araki,
Michael Aschbacher,
Michael Francis Atiyah,
Robert Aumann,
Albert Baernstein II,
Thomas Banchoff,
William Beckner,
Irwin Bernstein,
Spencer Bloch,
O. I. Bogojawlenski (Bogoyavlensky),
Fjodor Alexejewitsch Bogomolow,
Jerry Bona,
Carl de Boor,
Alexander Alexejewitsch Borowkow,
Kenneth Stephen Brown,
Alexander Dmitrijewitsch Brjuno (Bruno),
Pavol Brunovský,
Alberto Calderón,
James W. Cannon,
Sylvain Cappell,
Manfredo do Carmo,
William Allen Casselman,
Andrew Casson,
Gregory Chudnovsky,
Francis H. Clarke,
John Coates,
Robert Connelly,
Alain Connes,
John Horton Conway,
Claude Dellacherie,
Jacques Dixmier,
Roland Lwowitsch Dobruschin,
Ronald G. Douglas,
Vladimir Drinfeld,
Robert Duncan Edwards,
Ivar Ekeland,
Ludwig Dmitrijewitsch Faddejew,
Bernd Fischer,
Ciprian Foias,
Jürg Fröhlich,
Dmitry Fuchs,
Masatoshi Fukushima,
Adriano Mario Garsia,
David Gieseker,
Daniel Gorenstein,
Phillip Griffiths,
Michail Leonidowitsch Gromow,
Wolfgang Haken,
Leo Harrington,
Allen Hatcher,
Michael Herman,
Melvin Hochster,
Juli Sergejewitsch Iljaschenko,
Wiktor Jakowlewitsch Iwri (Ivrii),
Henryk Iwaniec,
Sergei Wsewolodowitsch Jablonski,
Arthur Jaffe,
Victor Kac,
Wilberd van der Kallen,
Masaki Kashiwara,
Nicholas Katz,
George Kempf,
Viatcheslav Kharlamov,
Alexander Alexandrowitsch Kirillow,
Boris Korenblum,
Nikolai Nikolajewitsch Krassowski (1924–2012),
Nikolai Wladimirowitsch Krylow,
Robert Langlands,
David G. Larman,
James Ivan Lepowsky,
Eduard Looijenga,
Ib Madsen,
Gennadi Semenowitsch Makanin,
John Mallet-Paret,
Yuri Manin,
Sibe Mardešić,
Alexei Iwanowitsch Markuschewitsch,
Donald A. Martin,
Richard McGehee,
Henry McKean,
Richard Melrose,
Jürgen Moser,
Jewgeni Michailowitsch Nikischin,
Nikolai Kapitonowitsch Nikolski,
Joachim Nitsche,
Sergei Petrowitsch Nowikow,
Robert Osserman,
Jacob Palis,
Roger Penrose,
Ilja Pjatetskij-Shapiro,
Wladimir Petrowitsch Platonow,
Claudio Procesi,
Paul Rabinowitz,
S. Ramanan,
Douglas Ravenel,
Pierre-Arnaud Raviart,
Pal Revesz,
Andrei Wladimirowitsch Roiter,
Gian-Carlo Rota,
Grzegorz Rozenberg,
Shōichirō Sakai,
Alexander Andrejewitsch Samarski,
Wilfried Schmid,
Gorō Shimura,
Katsuhiro Shiohama,
Albert Nikolajewitsch Schirjajew,
Charles Sims,
Jakow Grigorjewitsch Sinai,
Yum-Tong Siu,
Johannes Sjöstrand,
Henri Skoda,
Robert Irving Soare,
Andrei Alexandrowitsch Suslin,
Héctor J. Sussmann,
Vidar Thomée,
William Thurston,
Robert Tijdeman,
Kenji Ueno,
Dietmar Uhlig,
Jussi Vaisala,
S. R. Srinivasa Varadhan,
Robert Charles Vaughan,
Nolan Russell Wallach,
André Weil,
Alexander Weinstein,
Alexander D. Wentzell,
James E. West,
Shing-Tung Yau,
Gregg Zuckerman

## 1983, Warschau
Michael Aizenman (Eisenmann),
Antonio Ambrosetti,
Anatoli Nikolajewitsch Andrianow,
Wladimir Igorewitsch Arnold,
James Arthur,
Richard Askey,
John M. Ball,
Wolf Barth,
Alexander Beilinson,
Jean-Michel Bony,
Jean Bourgain,
David R. Brillinger,
Roger Ware Brockett,
Wladimir Saweljewitsch Buslajew,
Luis Caffarelli,
Leonid Gendrichowitsch Chatschijan (Khachiyan),
Shiu-Yuen Cheng,
Gennadi Markowitsch Chenkin (Henkin),
Gregory L. Cherlin,
Askold Georgijewitsch Chowanski (Khovanskii),
Frederick Ronald Cohen,
Ralph Cohen,
Björn Dahlberg,
Simon Donaldson,
Björn Engquist,
Paul Erdős,
Gregory Eskin,
Tadeusz Figiel,
Wendell Fleming,
Dominique Foata,
Jean-Marc Fontaine,
John Erik Fornæss,
Michael Freedman,
Hans Freudenthal,
William Fulton,
Jean-Yves Girard,
Roland Glowinski,
Gene H. Golub,
Ronald Graham,
Robert Griess,
Michail Leonidowitsch Gromow,
Joe Harris,
Roger Heath-Brown,
Nigel Hitchin,
Christopher Hooley,
Wu-Chung Hsiang,
Shigeru Iitaka,
Wassili Alexejewitsch Iskowskich (V. A. Iskovskih),
Rais Salmanowitsch Ismagilow (R. S. Ismagilov),
Tadeusz Iwaniec,
Jens Carsten Jantzen,
Peter Jones,
Anthony Joseph,
Feng Kang,
Richard Manning Karp,
Boris Sergejewitsch Kaschin,
Gennadi Georgijewitsch Kasparow,
Anatole Katok,
Steven Kerckhoff,
Harry Kesten,
Sergiu Klainerman,
Hans-Wilhelm Knobloch,
Nancy Kopell,
A. B. Kursanski,
Yuri A. Kuznetsov,
Olga Alexandrowna Ladyschenskaja,
Andrzej Lasota,
Peter Lax,
Alexander Adolfowitsch Letitschewski,
Wen-Hsiung Lin,
Jacobus van Lint,
Pierre-Louis Lions,
Peter Albert Loeb,
László Lovász,
George Lusztig,
Robert MacPherson,
Andrew Majda,
Paul Malliavin,
Benoît Mandelbrot,
Petr Mandl,
Ricardo Mañé,
Wiktor Pawlowitsch Maslow,
David Masser,
Barry Mazur,
Yves Meyer,
Charles Anthony Micchelli,
Michał Misiurewicz,
Pierre van Moerbeke,
Shigefumi Mori,
Werner Müller,
Arthur Ogus,
Alexander Jurjewitsch Olschanski,
Toshio Oshima,
Konrad Osterwalder,
Rajagopalan Parthasarathy,
Boris Sergejewitsch Pawlow,
Aleksander Pełczyński,
Sergei Iwanowitsch Pintschuk (Pinchuk),
Gilles Pisier,
Gordon Plotkin,
Alexei Wassiljewitsch Pogorelow,
Michael J. D. Powell,
Michael O. Rabin,
Kenneth Alan Ribet,
Claus Michael Ringel,
Ralph Tyrrell Rockafellar,
David Ruelle,
Wladimir Jewgenjewitsch Sacharow (Zakharov),
Mikio Satō,
Wolfgang Schmidt,
Richard Schoen,
George Roger Sell,
James Serrin,
Julius Shaneson,
Saharon Shelah,
Richard A. Shore,
Yum-Tong Siu,
Anatol Slissenko (A. O. Slisenko),
Christophe Soulé,
Richard P. Stanley,
Daniel Stroock,
Yuri Svirezhev,
Leon Armenowitsch Tachtadschjan (Leon Takhtajan),
Robert Tarjan,
Bernard Teissier,
René Thom,
Dmitri Michailowitsch Tschibissow (Chibisov),
Karen Uhlenbeck,
Leslie Valiant,
Michèle Vergne,
Dan Voiculescu,
Jean-Loup Waldspurger,
Shinzō Watanabe,
Alexei Borissowitsch Wenkow,
Ernest Borissowitsch Winberg,
Oleg Janowitsch Wiro,
Stanisław Lech Woronowicz,
Jerzy Zabczyk,
Jefim I. Selmanow,
Boris Zilber

## 1986, Berkeley
Alexei Borissowitsch Alexandrow (A. B. Aleksandrov),
Hans Wilhelm Alt,
Taivo Arak,
Enrico Arbarello,
Maurice Auslander,
Tadeusz Balaban,
Werner Ballmann,
Isabella Grigorjewna Baschmakowa,
Arnaud Beauville,
József Beck,
Gennadi Wladimirowitsch Bely,
Jean-Michel Bismut,
Anders Björner,
Manuel Blum,
Walter Borho,
Michail Borowoi (Mikhail V. Borovoi),
Henk Bos,
Jean Bourgain,
Louis de Branges de Bourcia,
Franco Brezzi,
Michel Broué,
Robert L. Bryant,
Gunnar Carlsson,
Andrew Casson,
David Catlin,
Sun-Yung Alice Chang,
Jeff Cheeger,
Alexander Semjonowitsch Cholewo (Alexander Holevo),
Alexandre Chorin,
Herbert Clemens,
Laurent Clozel,
Yves Colin de Verdière,
Jean-Louis Colliot-Thélène,
Corrado de Concini,
Alain Connes,
Germund Dahlquist,
Guy David,
Alexander Munro Davie,
Mark H. A. Davis,
Tammo tom Dieck,
Ronald DiPerna,
Simon Donaldson,
Adrien Douady,
Vladimir Drinfeld,
Jean-Pierre Eckmann,
Edward George Effros,
Jakow Matwejewitsch Eliaschberg,
Lawrence C. Evans,
Gerd Faltings,
Péter Frankl,
Igor Frenkel,
Jürg Fröhlich,
Pierre Gabriel,
Giovanni Gallavotti,
John Garnett,
Krzysztof Gawedzki,
Frederick Gehring,
Stuart Geman,
Mariano Giaquinta,
Witali Lasarewitsch Ginsburg,
Jefim Dawydowitsch Gluskin,
Sergei Konstantinowitsch Godunow,
Dorian Goldfeld,
Andrei Alexandrowitsch Gontschar (Gonchar),
Judith Grabiner,
Christine Graffigne,
Dmitri Jurjewitsch Grigorjew (D. Yu. Grigor'ev),
Michail Leonidowitsch Gromow,
Benedict Gross,
Uffe Haagerup,
Richard S. Hamilton,
Robert Hardt,
Thomas W. Hawkins,
Dennis Hejhal,
Haruzo Hida,
Werner Hildenbrand,
Wiktor Jakowlewitsch Iwri (Victor Ivrii),
Henryk Iwaniec,
Michael Jakobson (M. V. Jakobson),
Georgi Petrowitsch Jegorytschew (G. P. Egorychev),
Vaughan F. R. Jones,
Jürgen Jost,
Jean-Pierre Kahane,
Narendra Karmarkar,
David Kazhdan,
Alexander S. Kechris,
Carlos Kenig,
Helmut Koch,
W. W. Koslow,
Rafail E. Kritschewski,
N. G. Krushilin,
Arkadi Wiktorowitsch Krjashimski,
Nikolai Wladimirowitsch Krylow,
Hiroshi Kunita,
Ivan A. K. Kupka,
Philip Kutzko,
Alistair H. Lachlan,
Oscar Lanford,
László Lempert,
Hendrik Lenstra,
Thomas M. Liggett,
Menachem Magidor,
Nikolai Georgijewitsch Makarow (Makarov),
Yuri Manin,
John Mather,
William Meeks III,
Alexander Merkurjev,
Jean-François Mertens,
Haynes Miller,
Vitali Milman,
Tetsuji Miwa,
John Morgan,
Wjatscheslaw Walentinowitsch Nikulin,
Andrew Odlyzko,
Steven Orszag,
George Papanicolaou,
Leonid Andrejewitsch Pastur,
Michail G. Peretjatkin,
Jakow Borissowitsch Pessin,
Nick Pippenger,
Wladimir Leonidowitsch Popow (Popov),
Frank Quinn,
Alexander Alexandrowitsch Rasborow,
John Rinzel,
Ernst Ruh,
Vladimir Scheffer,
Richard Schoen,
Arnold Schönhage,
Wjatscheslaw Wladimirowitsch Schokurow (V. V. Shokurov),
Alexander Schrijver,
Jacob T. Schwartz,
Zbigniew Semadeni,
Caroline Series,
Paul Seymour,
Peter Shalen,
Adi Shamir,
Micha Sharir,
Saharon Shelah,
Anatoli Skorochod,
Stephen Smale,
W. A. Solonnikow,
Thomas C. Spencer,
Elias Stein,
Charles Joel Stone,
Dennis Sullivan,
Andrei Alexandrowitsch Suslin,
Floris Takens,
Clifford Taubes,
Anthony Tromba,
Nina Nikolajewna Uralzewa,
Eckart Viehweg,
David Vogan,
Henry Christian Wente,
Alex Wilkie,
Robert L. Wilson,
Edward Witten,
Thomas Wolff,
Scott Wolpert,
W. Hugh Woodin,
Wu Wen-Tsun (Wu Wenjun),
Gisbert Wüstholz,
Wiktor Jachot,
Don Zagier,
Eduard Zehnder,
Robert Jeffrey Zimmer

## 1990, Kyoto
Noga Alon,
Marcel Bökstedt,
László Babai,
Dan Barbasch,
Martin T. Barlow,
Rodney Baxter,
Eric Douglas Bedford,
Spencer Bloch,
Lenore Blum,
Francis Bonahon,
César Camacho,
Peter Cameron,
Lennart Carleson,
Jon F. Carlson,
F. Michael Christ,
Demetrios Christodoulou,
Ronald Coifman,
Stephen A. Cook,
Jean-Michel Coron,
Joachim Cuntz,
Persi Diaconis,
Roland Lwowitsch Dobruschin,
Sergio Doplicher,
Lou van den Dries,
Richard Durrett,
Jean Ecalle,
Boris Lwowitsch Feigin,
Joel Feldman,
Andreas Floer,
Kenji Fukaya,
Hillel Fürstenberg,
David Gabai,
Étienne Ghys,
Henri Gillet,
Shafrira Goldwasser,
Thomas G. Goodwillie,
Cameron Gordon,
Rostislaw Iwanowitsch Grigortschuk,
Karsten Grove,
Matthias Günther,
Günter Harder,
Ami Harten,
Helmut Hofer,
Philip Holmes,
Annick Horiuchi,
Ehud Hrushovski,
Craig Huneke,
Martin Huxley,
Kiyoshi Igusa,
Yasutaka Ihara,
Mitsuru Ikawa,
Juli Sergejewitsch Iljaschenko,
Alexander A. Iwanow,
Michio Jimbō,
Lowell Edwin Jones,
Vaughan F. R. Jones,
William Kahan,
Alexander Wiktorowitsch Karsanow (Alexander V. Karzanov),
Masaki Kashiwara,
Kazuya Katō,
Yūjirō Kawamata,
Alexander R. Kemer,
János Kollár,
Wiktor A. Kolywagin,
Shin’ichi Kotani,
Robert Krasny,
Igor M. Kritschewer,
Peter Kronheimer,
Antti Kupiainen,
Shigeo Kusuoka,
Gérard Laumon,
Robert Lazarsfeld,
Lucien Le Cam,
Gilles Lebeau,
Fang-Hua Lin,
Pierre-Louis Lions,
László Lovász,
George Lusztig,
Jesper Lützen,
Colette Moeglin,
Andrew Majda,
Yuri Manin,
Grigori Alexandrowitsch Margulis,
Olivier Mathieu,
Toshihiko Matsuki,
Dusa McDuff,
Curtis McMullen,
Richard Melrose,
Yves Meyer,
John Millson,
Masayasu Mimura,
Stanislaw Alexejewitsch Moltschanow (Stanislav A. Molchanov),
Masatake Mori,
Shigefumi Mori,
Shigeyuki Morita,
Henri Moscovici,
Takafumi Murai,
Haruo Murakami,
Anatoli Isserowitsch Neischtadt (Neishtadt),
Juri Walentinowitsch Nesterenko,
Sheldon Newhouse,
Adrian Ocneanu,
Takeo Ohsawa,
Michael V. Pimsner,
Sorin Popa,
Gopal Prasad,
David Preiss,
Stephen Rallis,
Mary Rees,
James Renegar,
Nikolai Jurjewitsch Reschetichin,
Paul Calvin Roberts,
Vojtěch Rödl,
Klaus Wilhelm Roggenkamp,
Kyōji Saitō,
Morihiko Saitō,
Leslie Saper,
Peter Sarnak,
Pierre Schapira,
Jewgeni Isaakowitsch Schustin (Evgenii I. Shustin),
Albert S. Schwarz,
Graeme Segal,
Tetsuji Shioda,
Nessim Sibony,
Israel Michael Sigal,
Carlos Simpson,
Jakow Grigorjewitsch Sinai,
Georges Skandalis,
Theodore A. Slaman,
John R. Steel,
Joseph Steenbrink,
Michael Struwe,
Toshikazu Sunada,
Kanehisa Takasaki,
Michel Talagrand,
Éva Tardos,
Luc Tartar,
Michael E. Taylor,
Robert Thomason,
Carsten Thomassen,
Gang Tian,
Alexander Leonidowitsch Tschistow (Chistov),
Akihiro Tsuchiya,
Wladimir Georgijewitsch Turajew (Turaev),
Karen Uhlenbeck,
Nicolas Varopoulos,
Paul Vojta,
Alexander Volberg,
Alexander Nikolajewitsch Wartschenko,
Avi Wigderson,
Stanisław Lech Woronowicz,
Jean-Christophe Yoccoz,
Marc Yor,
Jefim I. Selmanow,

## 1994, Zürich
Jeffrey Adams,
Andrei A. Agrachev,
Henning Haahr Andersen,
Michael T. Anderson,
Marco Avellaneda,
László Babai,
Victor Bangert,
Richard F. Bass,
James Baumgartner,
J. Thomas Beale,
Jean Bellissard,
Andrei Andrejewitsch Bolibruch,
Sergey Bolotin,
Richard Borcherds,
Jean Bourgain,
Michel Brion,
Marc Burger,
Colin Bushnell,
Kung Ching Chang,
Jean-Yves Chemin,
Fan Chung,
Philippe Ciarlet,
Phillip Colella,
Peter Constantin,
John Horton Conway,
Kevin Corlette,
Constantine Dafermos,
Wolfgang Dahmen,
Shrikrishna G. Dani (S. G. Dani),
Ingrid Daubechies,
Donald A. Dawson,
Jean-Pierre Demailly,
David Donoho,
David Drasin,
Noam Elkies,
George A. Elliott,
Gerd Faltings,
Giovanni Felder,
Hans Föllmer,
Jürg Fröhlich,
John Franks,
Edward Frenkel,
John Friedlander,
Zoltan Furedi,
Jürgen Gärtner,
Alexander Givental,
Oded Goldreich,
Gene H. Golub,
Robert Gompf,
Alexander Goncharov,
William Timothy Gowers,
Andrew Granville,
Manoussos G. Grillakis,
David Harbater,
Jan Hogendijk,
Michael J. Hopkins,
Deborah Hughes Hallett,
Uwe Jannsen,
David Jerison,
Mark Jerrum,
Jeff Kahn,
Gil Kalai,
Nikolaos Kapouleas,
Joseph B. Keller,
Jewgeni Jakowlewitsch Chruslow (Eugene Y. Khruslov),
Eberhard Kirchberg,
Frances Kirwan,
Maxim Lwowitsch Konzewitsch,
Olga Alexandrowna Ladyschenskaja,
Jean Lannes,
H. Blaine Lawson,
Claude LeBrun,
François Ledrappier,
Tom Leighton,
Leonid Levin,
Jian-Shu Li,
Jun Li,
Elliott Lieb,
Pierre-Louis Lions,
Peter Littelmann,
Roberto Longo,
Alain Louveau,
Alexander Lubotzky,
John E. Luecke,
Michail J. Ljubitsch (Lyubich),
Zhi-Ming Ma,
Ricardo Mañé,
Howard Masur,
Hiroshi Matano,
David W. McLaughlin,
Joyce R. McLaughlin,
Jean-François Mestre,
Yōichi Miyaoka,
Ngaiming Mok,
Gregory W. Moore,
David R. Morrison,
Tomasz Mrowka,
Charles M. Newman,
Noam Nisan,
Madhav Vithal Nori,
Edward Wilfred Odell,
Stanley Osher,
George Oster,
Étienne Pardoux,
Raman Parimala,
Karen Parshall,
K. R. Parthasarathy,
Grigori Jakowlewitsch Perelman,
Edwin Arend Perkins,
Bernadette Perrin-Riou,
Benoît Perthame,
Duong Hong Phong,
Anand Pillay,
Carl Pomerance,
Pavel Pudlak,
Jean-Pierre Quadrat,
Michael Rapoport,
Marina Ratner,
Eliyahu Rips,
Raoul Robert,
Wladimir Rochlin,
J. Hyam Rubinstein,
Alexei N. Rudakow,
Dietmar Arno Salamon,
Jesús María Sanz-Serna,
Joel Schneider,
Erhard Scholz,
Gerald W. Schwarz,
Stephen W. Semmes,
Paul Seymour,
Julius Shaneson,
Jalal Shatah,
Mitsuhiro Shishikura,
Gordon Slade,
Wolfgang Soergel,
Christopher Sogge,
Eduardo D. Sontag,
Panagiotis E. Souganidis,
Joel H. Spencer,
Joel Spruck,
John Stillwell,
Stephan Stolz,
Andrei Alexandrowitsch Suslin,
Vladimír Šverák,
Hiroshi Tanaka,
Clifford Taubes,
Richard Taylor,
Eugene Trubowitz,
Pekka Tukia,
Michel Van den Bergh,
S. R. Srinivasa Varadhan,
Marcelo Viana,
Claude Viterbo,
Dan Voiculescu,
Claire Voisin,
Jean-Loup Waldspurger,
Antony J. Wassermann,
Wiktor Anatoljewitsch Wassiljew,
Sidney M. Webster,
Shmuel Weinberger,
Anatoli Moissejewitsch Werschik,
Andrew Wiles,
Mariusz Wodzicki,
Jean-Christophe Yoccoz,
Lai-Sang Young

## 1998, Berlin
Miklós Ajtai,
David Aldous,
George Andrews,
James Arthur,
Michèle Artigue,
Paul S. Aspinwall,
Kari Astala,
Marco Avellaneda,
Victor Batyrev,
Bonnie Berger,
Vladimir Berkovich,
Joseph Bernstein,
Fabrice Béthuel,
Gregory Beylkin,
Jean-Michel Bismut,
Eugene Bogomolny,
Béla Bollobás,
Maury Bramson,
Detlev Buchholz,
Dmitri Jurjewitsch Burago,
Maria G. Bartolini Bussi,
Jennifer Tour Chayes,
Karine Chemla,
F. Michael Christ,
Tobias Colding,
Pierre Collet,
Pierre Colmez,
William Cook,
Maurizio Cornalba,
Joseph W. Dauben,
Miguel de Guzman,
Percy Deift,
Christopher Deninger,
Persi Diaconis,
Robbert Dijkgraaf,
Simon Donaldson,
Alexander Dranishnikov,
Andreas Dress,
Boris Anatoljewitsch Dubrowin,
William Duke,
William G. Dwyer,
Jakow Matwejewitsch Eliaschberg,
Håkan Eliasson,
Björn Engquist,
Alex Eskin,
Joan Feigenbaum,
Ron Fintushel,
Matthew Foreman,
András Frank,
Michael Freedman,
Mark Freidlin,
Eric Friedlander,
Giovanni Gallavotti,
Sylvestre Gallot,
Jayanta Ghosh,
Antonio Giorgilli,
Michel Goemans,
Friedrich Götze,
Yury Grabovsky,
Gian Michele Graf,
François Gramain,
Jeremy Gray,
Mark Green,
Leslie Greengard,
Ulf Grenander,
Wolfgang Hackbusch,
Peter Gavin Hall,
Johan Håstad,
Shuhei Hayashi,
Frédéric Hélein,
Michael Herman,
Nigel Higson,
Gregory Hjorth,
Bernard R. Hodgson,
Helmut Hofer,
Frank Hoppensteadt,
Thomas Yizhao Hou,
Ehud Hrushovski,
Gerhard Huisken,
Gérard Iooss,
Sergei V. Ivanov,
Robert R. Jensen,
Iain M. Johnstone,
Aise Johan de Jong,
Dominic Joyce,
William Kantor,
Michail Michailowitsch Kapranow,
Yuri Kifer,
Robert Kottwitz,
Sergei B. Kuksin,
Krystyna Kuperberg,
François Labourie,
Michael T. Lacey,
Laurent Lafforgue,
Alain Lascoux,
Jean-François Le Gall,
Donald J. Lewis,
Hans Lindblad,
Joachim Lohkamp,
Ian Macdonald,
Matei Machedon,
Mark Mahowald,
Stéphane Mallat,
Gunter Malle,
Jiří Matoušek,
Pertti Mattila,
Barry McCoy,
Dusa McDuff,
Curtis McMullen,
Welington de Melo,
Loïc Merel,
Frank Merle,
Vitali Milman,
Graeme Milton,
Tetsuji Miwa,
Shin’ichi Mochizuki,
Cathleen Synge Morawetz,
Jürgen Moser,
Shahar Mozes,
Detlef Müller,
Stefan Müller,
Ludomir Newelski,
Harald Niederreiter,
Mogens Niss,
Jorge Nocedal,
Tomotada Ohtsuki,
Hisashi Okamoto,
Bob Oliver,
George Papanicolaou,
Charles S. Peskin,
Sergei Iwanowitsch Pintschuk (Pinchuk),
Ulrich Pinkall,
Gilles Pisier,
Toniann Pitassi,
Leonid Polterovich (Polterowitsch),
Gustavo Ponce,
Alexander W. Puchlikow,
William R. Pulleyblank,
Rolf Rannacher,
Idun Reiten,
Jeremy Rickard,
Aline Robert,
Yongbin Ruan,
Michail W. Safonow (Safonov),
Peter Sarnak,
Hans Peter Schlickewei,
Roberto H. Schonmann,
Alexander Schrijver,
Kristian Seip,
Vera Serganova,
Aner Shalev,
Peter Shor,
David Siegmund,
Karl Sigmund,
Neil Sloane,
Feodor A. Smirnov,
David Alexander Smith,
Hart F. Smith,
Hans-Georg Steiner,
Ronald J. Stern,
James Stigler,
Jan-Olov Strömberg,
Madhu Sudan,
Grzegorz Swiatek,
Alain-Sol Sznitman,
Michel Talagrand,
Clifford Taubes,
Joseph A. Thas,
Stevo Todorčević,
Nicole Tomczak-Jaegermann,
Lloyd Nicholas Trefethen,
Iwan Wladimirowitsch Tscherednik,
Boris Tsirelson,
Takeshi Tsuji,
Gunther Uhlmann,
Cumrun Vafa,
Marcelo Viana,
Vinicio Villani,
Kari Vilonen,
Stephen Wainger,
Minoru Wakimoto,
Emo Welzl,
Alex Wilkie,
Jan C. Willems,
Ruth J. Williams,
Wladimir Wojewodski (Voevodsky),
Thomas Wolff,
Zhihong Xia,
Dmitri Raueljewitsch Jafajew (Yafaev),
Horng-Tzer Yau,
Andrei Selewinsky,
Shou-Wu Zhang,
Jochem Zowe.

## 2002, Peking
Semyon Alesker,
Noga Alon,
Luigi Ambrosio,
Ben Andrews,
Douglas Arnold,
Sanjeev Arora,
Hajer Bahouri,
Deborah Loewenberg Ball,
Imre Bárány,
Robert Bartnik,
Gérard Ben Arous,
Michael Benedicks,
Jean Bertoin,
Mladen Bestvina,
Philippe Biane,
Peter Bickel,
Stephen J. Bigelow,
Paul Biran,
Dietmar Bisch,
Aart Blokhuis,
Erwin Bolthausen,
Christian Bonatti,
Alexei Igorewitsch Bondal,
Umberto Bottazzini,
Elisabeth Bouscaren,
Hubert Bray,
Yann Brenier,
Alberto Bressan,
Jean Bricmont,
Lawrence D. Brown,
Luis Caffarelli,
Sun-Yung Alice Chang,
Jean-Yves Chemin,
Mu-Fa Chen,
Xiuxioung Chen,
Alain Chenciner,
James Wesley Cogdell,
Albert Cohen,
Henri Cohen,
Gérard Cornuéjols,
Patrick Delorme,
James Demmel,
Jan Denef,
Weiyue Ding,
David Donoho,
Jean-Luc Dorier,
Michael R. Douglas,
Weinan E,
Jean-Pierre Eckmann,
Nicole El Karoui,
Moritz Epple,
Alexandre Eremenko,
Hélène Esnault,
Pavel Etingof,
Ludwig Dmitrijewitsch Faddejew,
Uriel Feige,
Eduard Feireisl,
Bernold Fiedler,
Philippe Flajolet,
Jean-Marc Fontaine,
Giovanni Forni,
Dan Freed,
Mikio Furuta,
Dennis Gaitsgory,
Liming Ge,
Emmanuel Giroux,
Moti Gitik,
Shafrira Goldwasser,
Lothar Göttsche,
Lei Guo,
Uffe Haagerup,
Thomas Hales,
Vagn Lundsgaard Hansen,
Michael Harris,
Juha Heinonen,
Lars Hesselholt,
Jiaxing Hong,
Michael J. Hopkins,
Kentarō Hori,
Celia Hoyles,
Hesheng Hu,
Annette Huber-Klawitter,
Russell Impagliazzo,
Eleny-Nicole Ionel,
Hans Niels Jahnke,
Svetlana Jitomirskaya,
Kurt Johansson,
Victor Kac,
Gabriele Kaiser,
Ravi Kannan,
Kazuya Katō,
Carlos Kenig,
Harry Kesten,
Tero Kilpelainen,
Guido Kings,
Frances Kirwan,
Alexander Anatoljewitsch Kljatschko (Klyachko),
Toshiyuki Kobayashi,
Nancy Kopell,
Stephen S. Kudla,
Laurent Lafforgue,
Vincent Lafforgue,
Daniel Lascar,
Rafal Latala,
Gregory F. Lawler,
Nicolas Lerner,
Frederick Leung,
Marc Levine,
P. Li,
YanYan Li,
Nati Linial,
Kefeng Liu,
Tai-Ping Liu,
Yiming Long,
Mitchell Luskin,
Wladimir Gilelewitsch Masja,
Michael McQuillan,
Vikram Bhagvandas Mehta,
Eckhard Meinrenken,
Alexander Mielke,
Nitsa Movshovitz-Hadar,
Shigeru Mukai,
David Bryant Mumford,
Bruno Nachtergaele,
Hiraku Nakajima,
Maxim Nazarov,
Nikita Alexandrowitsch Nekrassow,
Masatoshi Noumi,
Dmitri Olegowitsch Orlow,
Felix Otto,
Rahul Pandharipande,
Yuval Peres,
Anton Petrunin,
Ilja Pjatetskij-Shapiro,
Richard Pink,
Agoston Pisztora,
Cheryl Praeger,
Enrique Pujals,
Anjing Qu,
Alfio Quarteroni,
Rolf Rannacher,
Ran Raz,
Bruce Reed,
Miles Reid,
Yacov Ritov,
Tristan Rivière,
Tom Romberg,
Xiaochun Rong,
Markus Rost,
Karl Rubin,
Daniel J. Rudolph,
Tobias Rydén,
Andrei Jurjewitsch Saizew (A. Yu. Zaitsev),
Wadim Schechtman,
Leonid Pawlowitsch Schilnikow,
Christoph Schwab,
Richard E. Schwartz,
Paul Seidel,
Zlil Sela,
James Sethian,
Freydoon Shahidi,
Yum-Tong Siu,
John Smillie,
Terence Paul Speed,
Daniel Spielman,
Toby Stafford,
Eitan Tadmor,
Dmitry Tamarkin,
Daniel Tataru,
Richard Taylor,
Peter Teichner,
Christian Thiele,
Gang Tian,
Ulrike Tillmann,
Burt Totaro,
Craig Tracy,
Dmitri Walerjewitsch Treschtschow (Treschev),
Juri Witaljewitsch Tschekanow (Chekanov),
Emmanuel Ullmo,
Marie-France Vignéras,
Schicheng Wang,
Xu-Jia Wang,
Brian Cabell White,
Peter Winkler,
Edward Witten,
Maciej P. Wojtkowski,
W. Hugh Woodin,
Trevor Wooley,
Sijue Wu,
Shutie Xiao,
Zhouping Xin,
Jia-An Yan,
Ivan Yaschenko,
Ofer Zeitouni,
Steven Zelditch,
Weiping Zhang,
Xiangyu Zhou,
Günter Ziegler,
Maciej Zworski.

## 2006, Madrid
Oleg N. Agejew, Ian Agol, Manindra Agrawal, Waleri Anatoljewitsch Alexejew (Valery Alexeev), Michèle Artigue, Franck Barthe, Alexander Barvinok, Vitaly Bergelson, Roman V. Bezrukavnikov, Manjul Bhargava, Stefano Bianchini, Mario Bonk, Vivek Borkar, Jean-Benoît Bost, Mireille Bousquet-Mélou, Anton Bovier, Stephen Boyd, Alexander Braverman, Simon Brendle, Tom Bridgeland, Martin Bridson, Russel Caflish, Emmanuel Candès, Vicent Caselles, Alberto Cattaneo, Raphaël Cerf, Ching-Li Chai, Zhiming Chen, Shiu-Yuen Cheng, Alexander Semjonowitsch Cholewo (Holevo), Yvonne Choquet-Bruhat, Leo Corry, William Crawley-Boevey, Henri Darmon, Percy Deift, Jean-Pierre Demailly, Amir Dembo, Bernard Derrida, Ronald DeVore, Dmitry Dolgopyat, Peter Donnelly, Rod Downey, Ricardo Durán, Nira Dyn, Lawrence Ein, Jakow Matwejewitsch Eliaschberg, David Elworthy, Oleg Jurjewitsch Emanuilow (Oleg Yu. Emanouilov, Imanuvilov), Jianqing Fan, Jürgen Fuchs, Kazuhiro Fujiwara, Patrick Gérard, Bert Gerards, Robert Ghrist, Étienne Ghys, François Golse, Tom Graber, Gian Michele Graf, Ben Green, Michael Griebel, Ian Grojnowski, Martin Grötschel, Fritz Grunewald, Niccolò Guicciardini, Alice Guionnet, Max Gunzburger, Matthew Gursky, Mark Haiman, Richard S. Hamilton, Guy Henniart, Steven Hofmann, Ko Honda, Jun-Muk Hwang, Hitoshi Ishii, Henryk Iwaniec, Iain M. Johnstone, Vadim Kaloshin, Michael Kapovich, Kazuya Katō, Bernard Keller, Petar Kenderov, Michail G. Chowanow, Jeong Han Kim, Bo'az Klartag, Jon Kleinberg, Bruce Kleiner, Robert V. Kohn, Sergei Wladimirowitsch Konjagin, Bryna Kra, Steven Lalley, François Lalonde, Jan de Lange, Gérard Laumon, Claude Le Bris, Patrice Le Calvez, Yves Le Jan, Pengyee Lee, Randall J. LeVeque, David Levermore, Elon Lindenstrauss, Xiaobo Liu, Rafael de la Llave, Tomasz Łuczak, Toshiki Mabuchi, Yvon Maday, Ib Madsen, Jean-Michel Maillet, Marcos Marino, Peter McCullagh, Philippe Michel, Grigori Borissowitsch Michalkin, William P. Minicozzi II, Yair Minsky, Nicolas Monod, Fabien Morel, Mircea Mustaţă, Father Ben Nebres, Itay Neeman, Arkadi Nemirovski, Bảo Châu Ngô, Wieslawa Niziol, Martin A. Nowak, David Nualart, Yong-Geun Oh, Andrei Jurjewitsch Okunkow, Kaoru Ono, Eric Opdam, Konrad Osterwalder, Narutaka Ozawa, Peter Ozsváth, Dominique Picard, Sorin Popa, Mario Pulvirenti, Alfio Quarteroni, Anthony Ralston, Michael Rathjen, Omer Reingold, Igor Rodnianski, Mikael Rørdam, Antonio Ros, Linda Rothschild, Tim Roughgarden, Raphaël Rouquier, Ronitt Rubinfeld, Ingo Runkel, Imre Ruzsa, Francisco Santos Leal, Mark Sapir, Marcus du Sautoy, Ovidiu Savin, Thomas Scanlon, Arjan van der Schaft, William Schmidt, Peter Schneider, Oded Schramm, Christoph Schweigert, Ákos Seress, Sylvia Serfaty, Ehud de Shalit, Yehuda Shalom, Michael Shub, Alan Siegel, Christopher Skinner, Stanislaw Smirnow, Agata Smoktunowicz, Avy Soffer, David Soudry, Birgit Speh, Tonny Albert Springer, Olof Staffans, Richard P. Stanley, Emil Straube, Endre Süli, Zoltán Szabó, Stanisław Szarek, Anders Szepessy, Terence Tao, Wladimir N. Temljakow (Vladimir Temlyakov), Tomohide Terasoma, Chuu-Lian Terng, Robin Thomas, Simon Thomas, Xavier Tolsa, Luca Trevisan, Neil Trudinger, Yuri Tschinkel, Eric Urban, Juan Luis Vázquez, Vinayak Vatsal, Luis Vega, Juan J. L. Velázquez, Michèle Vergne, Cédric Villani, Karen Vogtmann, Wendelin Werner, Paul Wiegmann, Avi Wigderson, Burkhard Wilking, Jaroslaw Wlodarczyk, Hung-Hsi Wu, Guoliang Yu, Anton Zorich, Enrique Zuazua Iriondo.

## 2010, Hyderabad
Jill Adler, Dorit Aharonov, David Aldous, Marie-Claude Arnaud, Denis Auroux, Artur Ávila, Ellen Baake, R. Balasubramanian, Paul Balmer, Prakash Belkale, Itai Benjamini, David J. Benson, Patrick Bernard, Louis Billera, Alexei Borodin, Arup Bose, Christophe Breuil, Xavier Buff, Peter Bürgisser, Nicolas Burq, Probal Chaudhuri, Shuxing Chen, Chong-Qing Cheng, Arnaud Chéritat, Bernardo Cockburn, Fernando Codá Marques, Henry Cohn, Gonzalo Contreras, Jean-Michel Coron, Kevin Costello, Marianna Csörnyei, Benno van Dalen, Edward Norman Dancer, Camillo De Lellis, Freddy Delbaen, Nils Dencker, Irit Dinur, Cynthia Dwork, Manfred Einsiedler, Anna Erschler, Alex Eskin, Steven N. Evans, Isabel Fernández, Sergey Fomin, Hélène Frankowska, Jixiang Fu, Hillel Fürstenberg, Nicola Fusco, David Gabai, Damien Gaboriau, Sara van de Geer, William Goldman, Iain Gordon, Ralph Greenberg, Jesper Grodal, Venkatesan Guruswami, Larry Guth, Christopher Hacon, Ursula Hamenstädt, Roger Heath-Brown, Frank den Hollander, Thomas J. R. Hughes, Michael Hutchings, Daniel Huybrechts, Alexander Rudolfowitsch Its, Sergei Wladimirowitsch Iwanow, Satoru Iwata, Masaki Izumi, Tadeusz Januszkiewicz, Peter Jones, Dmitry Kaledin, Anton Kapustin, Nikita Karpenko, Kiran Kedlaya, Carlos Kenig, Chandrashekhar Khare, Subhash Khot, Mark Kisin, Tinne Hoff Kjeldsen, Pekka Koskela, Arno Kuijlaars, Shrawan Kumar, Karl Kunisch, Antti Kupiainen, Marc Lackenby, Sergey Lando, Erez Lapid, Yoram Last, Bernard Leclerc, Chiu-Chu Melissa Liu, Ivan Losev, Wolfgang Lück, Jacob Lurie, Xiaonan Ma, Philip K. Maini, Matilde Marcolli, Peter Markowich, Gaven Martin, Vieri Mastropietro, Brendan D. McKay, James McKernan, Pablo Mira, Maryam Mirzakhani, Justin Tatch Moore, Sophie Morel, Alexander Nabutovsky, Nikolai Semjonowitsch Nadiraschwili, Assaf Naor, Fjodor Lwowitsch Nasarow, Jaroslav Nešetřil, Juri Jewgenjewitsch Nesterow, Claudia Neuhauser, Ngô Bảo Châu, Andre Nies, Ricardo Horatio Nochetto, Hee Oh, Stanley Osher, Frank Pacard, Raman Parimala, Jongil Park, Pablo A. Parrilo, Alexei Nikolajewitsch Parschin, Mihai Paun, Shige Peng, Ya’acov Peterzil, Manuel del Pino, Kim Plofker, Jeremy Quastel, Eric Rains, Zinovy Reichstein, Idun Reiten, Nikolai Jurjewitsch Reschetichin, Oliver Riordan, Federico Rodriguez Hertz, Mark Rudelson, Shūji Saitō, Takeshi Saitō, Omri Sarig, Norbert Schappacher, Richard Schoen, Frank-Olaf Schreyer, Christof Schütte, Gregory Seregin, Nimish A. Shah, Qi-Man Shao, Alexander Shapiro, Scott Sheffield, Zuowei Shen, Dimitri Shlyakhtenko, Alexander Shnirelman, Michail Sodin, K. Soundararajan, Daniel Spielman, Herbert Spohn, Vasudevan Srinivas, Sergei Stepanowitsch Startschenko, Andrys Stipsicz, Catharina Stroppel, Benny Sudakov, Venapally Suresh, Richard Thomas, Tatiana Toro, Nizar Touzi, Dmitry Turaev, Aad van der Vaart, Salil Vadhan, Stefaan Vaes, S. R. Srinivasa Varadhan, T. N. Venkataramana, Akshay Venkatesh, Roman Vershynin, Claire Voisin, Robert Weismantel, Jean-Yves Welschinger, Katrin Wendland, Mary F. Wheeler, Amie Wilkinson, Jean-Pierre Wintenberger, W. Hugh Woodin, Jinchao Xu, Zongben Xu, Takao Yamaguchi, Xu Zhang und Xunyu Zhou.

## 2014, Seoul
Rémi Abgrall, Mohammed Abouzaid, Ian Agol, Anton Alekseev, Nicolás Andruskiewitsch, Konstantin Ardakov, James Arthur, Joseph Ayoub, Viviane Baladi, Weizhu Bao, Boaz Barak, Kai Behrend, Mikhail Belolipetsky, Georgia Benkart, Yves Benoist, Manjul Bhargava, Olivier Biquard, Alexei Borodin, Andrea Braides, Mark Braverman, Emmanuel Breuillard, Franco Brezzi, Francis Brown, Jonathan Brundan, Annalisa Buffa, Andrei Bulatov, Eric Cances, Emmanuel Candès, Sourav Chatterjee, Zoé Chatzidakis, Luigi Chierchia, Demetrios Christodoulou, Maria Chudnovsky, Julia Chuzhoy, David Conlon, Guillermo Cortinas, Ivan Corwin, Sylvain Crovisier, Mihalis Dafermos, Panagiota Daskalopoulos, Bertrand Duplantier, Yalchin Efendiev, Friedrich Eisenbrand, Matthew Emerton, Michael Entov, László Erdős, Bertrand Eynard, Fuquan Fang, Ilijas Farah, Benson Farb, Albert Fathi, Alessio Figalli, Wladimir Alexandrowitsch Fock, Jacob Fox, Alan Frieze, Alexander Furman, Søren Galatius, Isabelle Gallagher, Wee Teck Gan, Craig Gentry, Anton Gerasimov, Étienne Ghys, Anna C. Gilbert, Dan Goldston, Ben Green, Geoffrey Grimmett, Mark Gross, Robert Guralnick, Seung-Yeal Ha, Martin Hairer, Michael Harris, Harald Helfgott, Michael A. Hill, Nancy Hingston, Kengo Hirachi, Jun-Muk Hwang, Tuomas Hytönen, Robert Jerrard, Jeremy Kahn, Seok-Jin Kang, Martin Kassabov, Nets Katz, Rinat Kedem, Olga Kharlampovich (Charlampowitsch), Bumsig Kim, Byunghan Kim, Alexander Kleshchev, János Kollár, Michael Krivelevich, Daniela Kühn, Takashi Kumagai, Alexander Gennadjewitsch Kusnezow, Izabella Laba, Kenneth Lange, Monique Laurent, Jean-François Le Gall, Michel Ledoux, Ki-Ahm Lee, Adrian S. Lewis, Tao Li, Chang-Shou Lin, François Loeser, Russell Lyons, Terence Lyons, Michail J. Ljubitsch, Andrea Malchiodi, Adam W. Marcus, Jens Marklof, Vladimir Markovic, Fernando Codá Marques, Davesh Maulik, Robert J. McCann, Frank Merle, Alexei Miasnikov, John Willard Milnor, Maryam Mirzakhani, Takurō Mochizuki, Antonio Montalbán, Carlos Gustavo Moreira, Jean-Michel Morel, Mircea Mustaţă, Aaron Naber, André Neves, Barbara Niethammer, Marc Noy, Ryan O’Donnell, Keiji Oguiso, Grigori Olshanski, Hinke Osinga, Deryk Osthus, Victor Ostrik, Yaron Ostrover, János Pach, Sandrine Péché, Benoît Perthame, Jonathan Pila, János Pintz, Gabriella Pinzari, Jill Pipher, Mark Pollicott, Han Qi, Pierre Raphael, Andrei Stepanowitsch Rapintschuk (Rapinchuk), Batmanathan Dayanand Reddy, Bertrand Rémy, Nicolas Ressayre, Charles Rezk, Hans Ringström, Luc Robbiano, Vojtěch Rödl, John Rognes, Pierre Rouchon, Zeev Rudnick, Laure Saint-Raymond, Tom Sanders, Thomas Schick, Wilhelm Schlag, Peter Scholze, Robert Seiringer, Timo Seppäläinen, Vera Serganova, Nataša Šešum, Samson Shatashvili, Weixiao Shen, Chi-Wang Shu, Vladas Sidoravicius, Bernd Siebert, Reinhard Siegmund-Schultze, Luis Silvestre, Karen Smith, Sasha Sodin, Slawomir Solecki, Roland Speicher, Daniel Spielman, Nikhil Srivastava, Angelika Steger, Sebastian van Strien, Andrew M. Stuart, Jeremie Szeftel, Gábor Székelyhidi, László Székelyhidi, Denis Talay, Constantin Teleman, Jörg Teschner, Yukinobu Toda, Bertrand Toën, Peter Topping, Dominique Tournes, Masato Tsujii, Alexandre Tsybakov (Zibakow), Michela Varagnolo, Eric Vasserot, Andras Vasy, Mikhail Verbitsky, Bálint Virág, Van H. Vu, Martin Wainwright, Jean-Loup Waldspurger, Juncheng Wei, Stefan Wenger, Ryan Williams, Daniel Wise, Trevor Wooley, Sergey Yekhanin, Cem Yıldırım (Yildirim), Jiongmin Yong, Shih-Hsien Yu, Ya-xiang Yuan, Umberto Zannier, Thaleia Zariphopoulou, Yitang Zhang, Günter Ziegler, Tamar Ziegler.

## 2018, Rio de Janeiro
Dan Abramovich, Andris Ambainis, Luigi Ambrosio, Nalini Anantharaman, Fabrizio Andreatta, Yves André, Tomoyuki Arakawa, Carolina Araújo, Spiros Argyros, Sanjeev Arora, Matthias Aschenbrenner, László Babai, József Balogh, Arthur Bartels, Alexander Belavin, Nicolas Bergeron, Bo Berndtsson, Andrea Bertozzi, Caucher Birkar, Christopher J. Bishop, Jairo Bochi, Mariana Bosch, Sem Borst, Sébastien Boucksom, Paul Bourgade, Lewis Bowen, Peter Bühlmann, Raimund Bürger, Serge Cantat, Lucia Caporaso, Manuel Castro, Dmitry Chelkak, Jungkai Alfred Chen, Meng Chen, Diego Córdoba, Pierre Degond, Jean-Marc Delort, Laura DeMarco, Ciprian Demeter, Lorenzo J. Díaz, Tien-Cuong Dinh, Simon Donaldson, Lou van den Dries, Qiang Du, Hugo Duminil-Copin, Tobias Ekholm, Selim Esedoglu, Maria Esteban, Ruy Exel, Mouhamed Moustapha Fall, Bassam Fayad, Laurent Fargues, Michael Finkelberg, Philippe Di Francesco, Koji Fujiwara, Vyacheslav Futorny, Josselin Garnier, Christof Geiß, Tsachik Gelander, Yoshikazu Giga, Mike Giles, Catherine Goldstein, Sébastien Gouezel, Massimiliano Gubinelli, Colin Guillarmou, Paul Hacking, Richard Haydon, Xuhua He, Joris van der Hoeven, Michael Hochman, Umberto Hryniewicz, June Huh, Piotr Indyk, Adrian Ioana, Adrian Iovita, Osamu Iyama, Pierre-Emmanuel Jabin, Stephen Jackson, Richard James, Shi Jin, William B. Johnson, Bernardo Uribe Jongbloed, Michael I. Jordan, Yael Tauman Kalai, Noureddine El Karoui, Rinat Kashaev, Fanny Kassel, Neeraj Kayal, Moritz Kerz, Gil Kalai, Yasuyuki Kawahigashi, Neeraj Kayal, Sean Keel, Peter Keevash, Richard Kenyon, Moritz Kerz, Jong Hae Keum, Konstantin Khanin, Alexander Kiselev, Jochen Koenigsmann, Ulrich Kohlenbach, Vladimir Koltchinskii, André Koropecki, Raphael Krikorian, Peter Kronheimer, Wojciech Kucharz, Krzysztof Kurdyka, Vincent Lafforgue, Claudio Landim, Matti Lassas, Jean Bernard Lasserre, Greg Lawler, Liza Levina, Robert Lipshitz, Carlangelo Liverani, Alexander Logunov, Helena Nussenzveig Lopes, Christian Lubich, Alex Lubotzky, Aleksander Madry, Mohamed Majdoub, Eugenia Malinnikova, Maryanthe Malliaris, Ciprian Manolescu, Yvan Martel, Nader Masmoudi, András Mathé, Kaisa Matomäki, James Maynard, Svitlana Mayboroda, Jason P. Miller, Siddhartha Mishra, Mahan Mj, Martin Möller, Andrea Montanari, Carlos Gustavo Moreira, Robert Morris (Mathematiker), Clément Mouhot, Tom Mrowka, Ritabrata Munshi, Emmy Murphy, Assaf Naor, Meysam Nassiri, Sonia Natale, Andrés Navas, András Némethi, Stéphane Nonnenmacher, Andrei Okounkov, Denis Osin, Igor Pak, Rahul Pandharipande, Ivan Panin, Georgios Pappas, John Pardon, Byeong U. Park, Stefanie Petermichl, Mamokgethi Phakeng, Guido de Philippis, Vincent Pilloni, Jan von Plato, Alexei Poltoratski, Björn Poonen, Mihnea Popa, Alexander Postnikov, Rafael Potrie, Dipendra Prasad, Feliks Przytycki, Luis Radford, Maksym Radziwill, Prasad Raghavendra, Alan Reid (Mathematiker), Benjamin Rossman, Tatiana Roque, David E. Rowe, Claudia Sagastizábal, Pedro Salomão, Wojciech Samotij, Sucharit Sarkar, Olivier Schiffmann, Benjamin Schlein, Peter Scholze, Sylvia Serfaty, Mariya Shcherbina, Amit Singer, Allan Sly, Ivan Smith, David Steurer, Song Sun, Balázs Szegedy, Yūji Tachikawa, Tao Tang, Gábor Tardos, Jonathan Taylor, Andreas Thom (Mathematiker), Rekha Thomas, Jack Thorne (Mathematiker), Pham Huu Tiep, Philippe Toint, Fabio Toninelli, Anna-Karin Tornberg, Bálint Tóth, Emmanuel Trélat, Jacob Tsimerman, Virginia Vassilevska-Williams, Akshay Venkatesh, Maryna Viazovska, Eva Viehmann, Miguel Walsh, Simone Warzel, Anna Wienhard, Geordie Williamson, Thomas Willwacher, Wilhelm Winter, Barbara Wohlmuth, Nicholas Wormald, Chenyang Xu, Jiangong You, Lai-Sang Young, Zhiwei Yun, Pingwen Zhang, Wei Zhang,

## 2022 Virtueller Kongress
Miklós Abert, Mina Aganagić, Federico Ardila, Aravind Asok, Francis Bach, Gang Bao, Bhargav Bhatt, Jinho Baik, Marina-Florina Balcan, Keith Ball, Richard Bamler, Nikhil Bansal, June Barrow-Green, Roland Bauerschmidt, Arend Bayer, Jacob Bedrossian, Jacob Bekenstein, Marsha Berger, Michel Van den Bergh, Robert Berman, Mladen Bestvina, Raphaël Beuzart-Plessis, Gal Binyamini, Thierry Bodineau, Julia Boettcher, Mark Braverman, Sonja Brentjes (Vortrag zum May Prize), Aaron Brown, Regina Burachik, Martin Burger, Kevin Buzzard, Danny Calegari, Frank Calegari, Pierre-Emmanuel Caprace, Ana Caraiani, Pierre Cardaliaguet, Coralia Cartis, Jon Chaika, Jennifer Tour Chayes, Kai Cieliebak, Tobias Colding, Benoit Collins, Yu Hong Dai, Samit Dasgupta, Francois Delarue, Camillo De Lellis, Mark Demers, Jian Ding, Bin Dong, Natasha Dobrinen, Xiumin Du, Julien Dubedat, Romain Dujardin, Hugo Duminil-Copin, Semyon Dyatlov, Cynthia Dwork, Alexander Efimov, Ronen Eldan, Alison Etheridge, Barbara Fantechi, Jean Fasel, Evgeny Feigin, David Fisher, Irene Fonseca, Rupert Frank, Tadashi Funaki, Ehud Friedgut, Ofer Gabber, Alexander Gamburd, Craig B. Gentry, Penka Georgieva, Alessandro Giuliani, Patricia Gonçalves, Georges Gonthier, Alice Guionnet, Neena Gupta, Larry Guth, Ewaine Gwynne, Philipp Habegger, Matthew Hastings, Tamas Hausel, Jan S. Hesthaven, Nicholas J. Higham, Peter Hintz, Gustav Holzegel, Jennifer Hom, Cyril Houdayer, June Huh, Atsushi Ichino, Annette Imhausen, Alexandru D. Ionescu, Hiroshi Iritani, Stefanie Jegelka, Svetlana Jitomirskaya, Mahesh Kakde, Tasho Kaletha, Joel Kamnitzer, Hyeonbae Kang, Syu Kato, Tali Kaufman, David Kazhdan, Bruce Kleiner, Bruno Klingler, Allen Knutson, Zico Kolter, Dimitris Koukoulopoulos, Karol Kozlowski, Igor M. Kritschewer, Gitta Kutyniok, Alexander Kuznetsov, Hubert Lacoin, Michael J. Larsen, Francois Le (Montucla Prize Lecture), Mariusz Lemanczyk, Oleg Lepski, Marc Levine, Mathieu Lewin, Chi Li, Elliott Lieb, Huijia Lin (Rachel Lin), Gang Liu, Yi Liu, David Loeffler,  Michael Loss, Qi Lü, Gabor Lugosi, Jonathan Luk, Emanuele Macri, Kathryn Mann, Andrew Marks, James Maynard, Mark Mclean, Sylvie Méléard, Roman Walerjewitsch Michailow (Mikhailov), Amir Mohammadi, Elchanan Mossel, Kenji Nakanishi, Alexander Iljitsch Nasarow (Alexander I. Nazarov), Amnon Neeman, Jelani Nelson, Richard Nickl, Thomas Nikolaus, Sergey Norin, Isabella Novik, Dmitry Novikov (Dmitri Nowikow), Yoshiko Ogata, Asuman Özdağlar, Dmitry Panchenko (Dmitri Pantschenko), Irena Peeva (Irena Wassiljewa Pejewa), Galina Perelman, Lillian B. Pierce, Aaron Pixton, Malabika Pramanik, Frans Pretorius, Michela Procesi, Yuri Prokhorov (Juri G. Prochorow), Christine Proust (Vortrag zum May Prize), Kavita Ramanan, Krishnamurthi Ramasubramanian, Oscar Randal-Williams, Jacob Rasmussen, Oded Regev, Daniel Remenik, Clara Grima Ruiz, Muli Safra, Laure Saint-Raymond, Yiannis Sakellaridis, Mikael de la Salle, Laurent Saloff-Coste, Mathias Schacht, Gideon Schechtman, Bernhard Schölkopf, Richard Evan Schwartz, Alexander Scott, Anna Sfard, Peng Shan, Asaf Shapira, Scott Sheffield, Sug Woo Shin, Pablo Shmerkin, David Silver, Joseph Silverman, Charles Smart, Jan Philip Solovej, Kannan Soundararajan, Brigitte Stenhouse (Montucla Prize Lecture), Catharina Stroppel, Bernd Sturmfels, Binyong Sun, Ola Svensson, Iskander Taimanov, Gabriella Tarantello, Ye Tian, Konstantin Tikhomirov, Marius Tucsnak, Corinna Ulcigrai, Eric Vanen-Eijnden, Peter Varju, Umesh Vazirani, Maryna Viazovska, Vlad Vicol, Thomas Vidick, Marie-France Vignéras, Nathalie Wahl, Guozhen Wang, Lu Wang, Weiquiang Wang, Rachel Ward, Weinan E, Barak Weiss, Stuart White, Lauren K. Williams, George Willis, Avi Wigderson, Olivier Wittenberg, Melanie Matchett Wood, Zhouli Xu, Lexing Ying, Keita Yokoyama, Robert J. Young, Bin Yu, Sarah Zerbes, Cun Hui Zhang, Zhifei Zhang, Tiyanyi Zheng, Chen-Bo Zhu, Xin Zhu, Xiaohua Zhu, Xinwen Zhu, Dmitri Nikolajewitsch Shuk (Dmitriy Zhuk), Peter Zograf